# Battaglia al largo di Samar
La battaglia al largo di Samar avvenne nel mare delle Filippine, al largo dell'isola di Samar, il 25 ottobre 1944, come parte della più ampia battaglia del Golfo di Leyte, uno dei più grandi scontri aeronavali della storia. La battaglia, che vide contrapporsi Stati Uniti e Impero del Giappone, fu l'unica azione navale significativa della guerra in cui gli statunitensi si trovarono largamente impreparati. Lo scontro terminò quando la 1ª Forza d'Attacco Mobile giapponese, agli ordini dell'ammiraglio Takeo Kurita, ripiegò dirigendosi verso nord, mentre le portaerei statunitensi si allontanavano dall'area grazie alla copertura della pioggia scrosciante, all'intervento delle navi di scorta e agli intensi attacchi aerei sulle navi nipponiche.
Durante la battaglia del golfo di Leyte, l'ammiraglio William Halsey fu ingannato dai giapponesi e convinto ad impiegare tutta la 3ª Flotta per inseguire un'esca, composta da ciò che restava delle portaerei nipponiche. Le restanti forze statunitensi contavano tre gruppi di portaerei di scorta appartenenti alla 7ª Flotta. Il piano di sviamento giapponese ebbe successo e la Forza d'Attacco Centrale riuscì a cogliere di sorpresa gli americani, avendo così la possibilità di attaccare la flottiglia alleata a supporto alle operazioni sull'isola di Leyte, dove le truppe erano già sbarcate a terra.
La Forza Centrale giapponese si componeva di navi da battaglia, incrociatori e cacciatorpediniere, guidati dall'incrociatore Atago, ed era già stata colpita in precedenza quel giorno da attacchi aerei e sottomarini. Uno di questi ultimi aveva affondato la Atago stessa nello stretto di San Bernardino, obbligando l'ammiraglio Kurita a trasferire il comando sulla Yamato. Invece di ripiegare, Kurita era tornato indietro incrociando il più settentrionale dei tre gruppi di portaerei di scorta, il Task Unit 77.4.3 chiamato Taffy 3, comandato dall'ammiraglio Clifton Sprague. I cacciatorpediniere di scorta alle portaerei ingaggiarono subito le navi giapponesi mentre le portaerei stesse ripiegarono verso sud-ovest, e poi verso sud, oscurando la propria manovra con dei fumogeni per riuscire a raggiungere la pioggia, che avrebbe impedito alle navi nipponiche di aprire il fuoco contro di loro. Durante lo scontro, numerosi velivoli statunitensi attaccarono la forza d'assalto giapponese e pure alcuni aerei kamikaze provenienti dall'isola di Luzon attaccarono le portaerei americane in ripiegamento riuscendo ad affondarne una.
Gli statunitensi persero due portaerei di scorta, due cacciatorpediniere, un avviso scorta e diversi aerei. Più di un migliaio di americani morirono, un numero comparabile alle perdite subite nella battaglia del Mar dei Coralli e delle Midway. Tre incrociatori giapponesi furono affondati dagli aerei statunitensi e altri tre rimasero danneggiati. La crescente forza degli attacchi aerei convinse Kurita di essere di fronte a più portaerei di quante fossero nella realtà, oppure che avessero stazza superiore. Tenendo conto inoltre dell'assenza di sufficiente carburante per un inseguimento ad alta velocità, all'unanimità lo staff di comando giapponese decise di virare verso nord, in risposta ad una richiesta di supporto da parte di altre unità che avrebbe dovuto scontrarsi con una numerosa forza statunitense.

## Antefatti
L'intera strategia giapponese nel golfo di Leyte, un piano noto come Shō-Go 1, prevedeva che la Forza Settentrionale del viceammiraglio Jisaburo Ozawa attirasse l'attenzione della 3ª Flotta statunitense portandola via dalle zone di sbarco su Leyte, usando come esca portaerei giapponesi apparentemente vulnerabili. Le unità navali rimaste, private della copertura aerea, sarebbero state attaccate da ovest e da sud dalla Forza Centrale del viceammiraglio Takeo Kurita e dalla Forza Meridionale del viceammiraglio Shoji Nishimura. La Forza Centrale era formata da cinque navi da battaglia, incluse la Yamato e la Musashi, le corazzate più potenti dell'epoca, scortate da incrociatori e cacciatorpediniere. La flottiglia di Nishimura consisteva invece di due navi da battaglia e sarebbe stata seguita dal viceammiraglio Kiyohide Shima al comando di incrociatori e cacciatorpediniere.
Nella notte del 23 ottobre, i sottomarini statunitensi Dace e Darter rilevarono la Forza Centrale all'ingresso del Passaggio di Palawan, lungo la costa nordoccidentale dell'isola omonima. Allertato il comando, i sommergibili silurarono e affondarono due incrociatori, danneggiandone un terzo che fu costretto a ritirarsi. Uno degli incrociatori era la nave ammiraglia di Kurita, la Atago, il quale venne salvato e trasferì il comando a bordo della Yamato.
Successivamente, le portaerei Intrepid, Essex, Lexington, Enterprise, e Franklin, più la portaerei leggera Cabot, della 3ª Flotta lanciarono 259 attacchi aerei contro le unità di Kurita nella battaglia per il Mare di Sibuyan, danneggiando diversi vascelli, affondando la Musashi con 17 bombe e 19 siluri e, almeno inizialmente, obbligando Kurita a ripiegare. Contemporaneamente, la portaerei leggera Princeton della 3ª Flotta fu affondata da una bomba giapponese, con un'esplosione secondaria che causò danni ad un incrociatore giunto in soccorso.
Nella fase seguente dello scontro nel golfo di Leyte, nota come la battaglia dello Stretto di Surigao, le navi di Nishimura finirono in una trappola mortale. Soverchiate numericamente dalla Flotta di Supporto della 7ª Flotta, furono devastate, silurate da 39 motosiluranti e 22 cacciatorpediniere prima di finire sotto il fuoco con puntamento radar di sei navi da battaglia e sette incrociatori. Quando le forze di Shima incontrarono ciò che restava delle unità di Nishimura, l'ammiraglio decise di ritirarsi.
Infine la 3ª Flotta avvistò le portaerei giapponesi e le attaccò al largo di Capo Engaño. Seppur Douglas MacArthur, comandante delle operazioni militari nel teatro del Pacifico sud-occidentale, avesse ordinato a Halsey di distruggere le forze navali che minacciavano l'area di invasione delle Filippine, l'ammiraglio aveva anche l'ordine diretto di Chester Nimitz, a comando della Flotta del Pacifico, di distruggere quanto possibile della flotta giapponese se ne avesse avuto l'opportunità.

## Forze in campo
La Forza Centrale giapponese consisteva delle navi da battaglia Yamato, Nagato, Kongo e Haruna, degli incrociatori pesanti Chokai, Haguro, Kumano, Suzuya, Chikuma e Tone, degli incrociatori leggeri Yahagi e Noshiro e di 11 cacciatorpediniere classe Kagero, classe Yugumo e il Shimakaze. Le navi da battaglia possedevano cannoni da 35 cm, in grado di sparare proiettili da oltre 600 kg a oltre 30 km di distanza. Gli incrociatori pesanti avevano batterie da 20 cm e tubi lanciasiluri ed erano capaci di raggiungere i 35 nodi di velocità. I cacciatorpediniere giapponesi erano in rapporto undici a tre rispetto alla controparte statunitense.

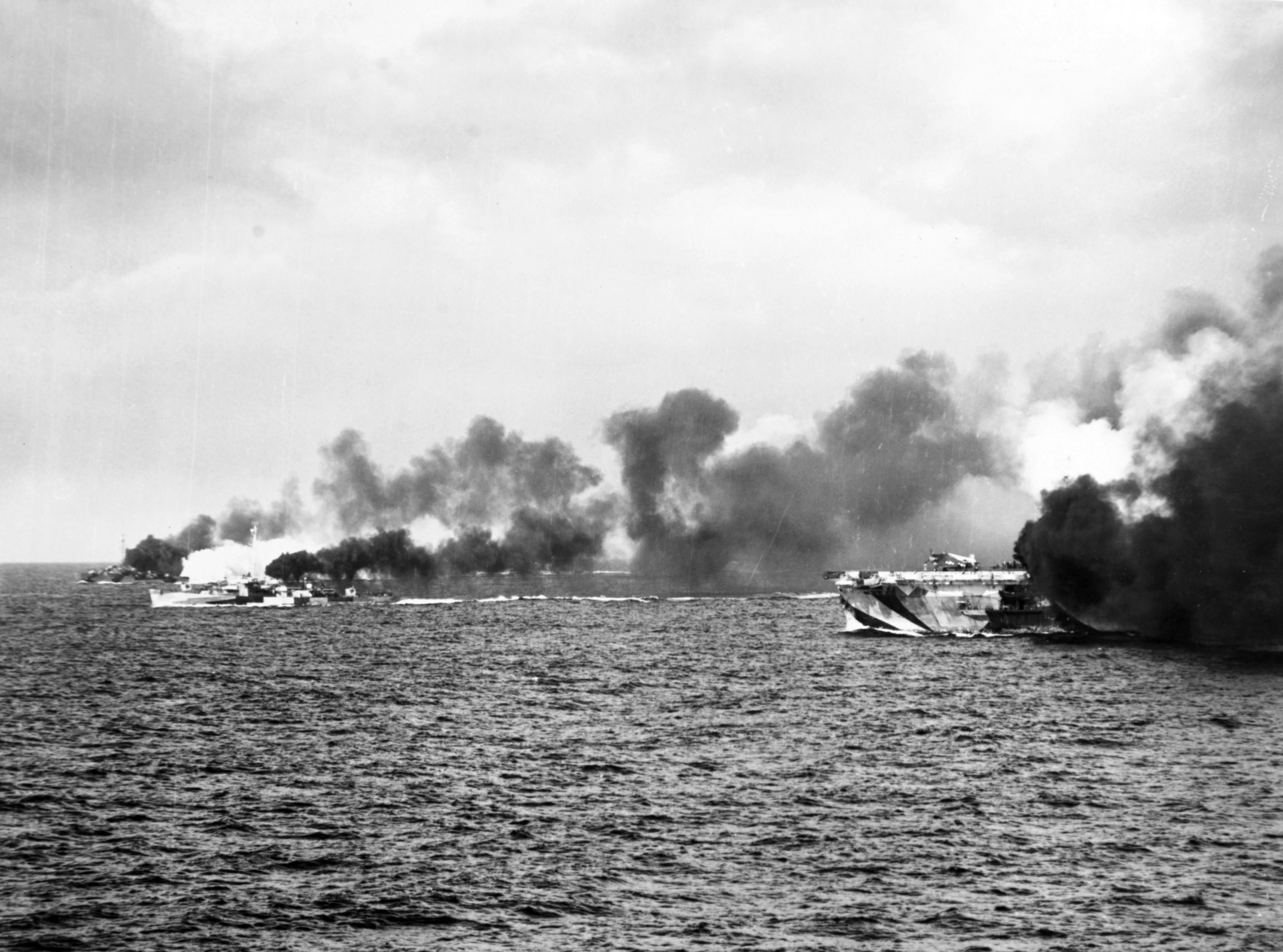
La portaerei di scorta e la sua scorta mentre creano una cortina fumogena nelle prime fasi della battaglia

La Task Unit 77.4.3 del retroammiraglio Clifton Sprague ("Taffy 3") consisteva delle portaerei Fanshaw Bay, St. Lo, White Plains, Kalinin Bay, Kitkun Bay e Gambier Bay. A protezione di Taffy 3 vi erano i cacciatorpediniere Hoel, Heermann e Johnston e gli avviso scorta Dennis, John C. Butler, Raymond e Samuel B. Roberts. Queste sei portaerei di scorta avevano a bordo un totale di circa 165 velivoli, numero equivalente agli aerei a bordo di due portaerei di dimensione standard. Ognuna di esse aveva uno squadrone formato da 12-14 caccia Grumman FM-2 Wildcat e un numero pari di aerosiluranti Grumman TBF Avenger. Le portaerei inoltre potevano raggiungere al massimo i 18 nodi, molto meno degli incrociatori e soprattutto dei cacciatorpediniere giapponesi. In aggiunta, nessuna nave statunitense possedeva cannoni superiori a 12 cm e potevano sparare colpi che pesavano non più di 25 kg, non abbastanza per penetrare le corazze delle navi giapponesi, e a non più di circa 10 km.

## Battaglia
Le forze di Kurita attraversarono lo stretto di San Bernardino alle 03:00 del 25 ottobre 1944, diretti verso sud lungo la costa dell'isola di Samar, con la speranza che Halsey avesse abboccato all'esca e avesse portato via la sua flotta, come di fatto era accaduto. Kurita sapeva che la Forza Meridionale di Nishimura era stata distrutta nello stretto di Surigao e che non l'avrebbe raggiunto nel golfo di Leyte. Tuttavia, Kurita non aveva ricevuto trasmissioni dalla Forza Settentrionale, l'esca che aveva attirato l'attenzione delle forze di Halsey. Per quasi tutta la battaglia, Kurita ebbe dubbi sulla reale posizione di Halsey. Il vento soffiava da nord-nordest e la visibilità era di meno di 40 km con un tempo leggermente nuvoloso e qualche rovescio occasionale che le forze statunitensi avrebbero sfruttato per occultarsi durante gli scontri che sarebbero sopraggiunti.

### I giapponesi attaccanoTaffy 3
In navigazione a circa 110 km a est di Samar, prima dell'alba del 25 ottobre, la St. Lo fece decollare quattro aerei da ricognizione antisommergibile mentre le restanti portaerei di Taffy 3 si preparavano agli attacchi aerei programmati in giornata contro Leyte. Alle ore 06:37, il sottotenente William C. Brooks, a bordo di un Grumman TBF Avenger della St. Lo, avvistò delle navi che dovevano essere parte della 3ª Flotta di Halsey, ma che invece sembravano giapponesi. Avvisato il comando, l'ammiraglio Sprague rimase incredulo e chiese un'ulteriore identificazione positiva. Volando ancora più vicino, Brooks riportò: "Vedo degli alberi a pagoda. Vedo la bandiera a polpetta sulla corazzata più grande che abbia mai visto!". La Yamato da sola aveva un tonnellaggio pari a tutte le unità di Taffy 3 messe assieme. Brooks aveva avvistato la più grande delle tre forze d'attacco giapponesi, consistente di quattro navi da battaglia, sei incrociatori pesanti, due incrociatori leggeri e circa dieci cacciatorpediniere.
I giapponesi si stavano avvicinando da ovest-nordovest a soli 30 km ed erano già ben a portata visiva e a gittata dei cannoni. Nonostante fossero armati solo di cariche di profondità, per fronteggiare dei sottomarini, gli avieri statunitensi attaccarono comunque, sganciando diverse cariche che però, nel caso migliore, rimbalzarono sulla prua di un incrociatore.
Le vedette di Taffy 3 avvistarono il fuoco antiaereo a nord e i giapponesi giunsero a portata alle 06:45, ottenendo una completa sorpresa tattica. Nel contempo, altre unità di Taffy 3 avevano identificato ulteriori navi giapponesi grazie ai radar di superficie e al traffico radio nipponico. Alle ore 07:00, la Yamato aprì il fuoco da 30 km di distanza. Manchevoli dei radar di puntamento statunitensi, in grado di offrire soluzioni di tiro automatico coordinato mentre un obiettivo veniva puntato, il sistema di puntamento giapponese doveva affidarsi su un calcolatore meccanico per la balistica e un altro per la rotta e la velocità propria e dell'obiettivo, basando tutto su telemetri ottici. Cariche con tinture di colori specifici venivano usate per i proiettili perforanti delle navi da battaglia, cosicché le rispettive vedette di ogni nave potevano identificare il loro fuoco indiretto quando i colpi finivano in acqua, una pratica comune nelle marine militari. Gli statunitensi, non abituati al combattimento contro corazzate, rimasero stupefatti dallo spettacolo di geyser colorati quando giunse la prima folata di colpi. La Nagato usava un rosa brillante; la Haruna un colore verde-giallo; la Kongō un rosso sangue che in base alle circostanze appariva rosso, viola o persino blu. La Yamato non usava tinture, perciò gli spruzzi d'acqua era semplicemente di colore bianco.
Non riconoscendo la siluette delle piccole portaerei di scorta nel suo manuale d'identificazione, Kurita le scambiò per portaerei standard e suppose di trovarsi di fronte ad un task group della 3ª Flotta. La sua priorità quindi fu di eliminare la minaccia di queste portaerei e ordinò un attacco generale. Invece di adottare uno sforzo orchestrato e prudente, ogni gruppo della sua task force attaccò separatamente. I giapponesi avevano però appena cambiato formazione in una circolante antiaerea e di conseguenza l'ordine di attaccò generò un'iniziale confusione, dando l'opportunità a Sprague di condurre i nipponici in un duro inseguimento che li costrinse ad usare solo cannoni di prua, limitando anche l'uso della loro contraerea. Le navi statunitensi non persero altrettanta potenza di fuoco nell'inseguimento, poiché le loro armi di poppa erano in numero superiore ai cannoni di prua giapponesi e le portaerei potevano operare anche in viaggio.

### La preparazione della difesa
Alle 06:50, l'ammiraglio Sprague ordinò un cambio di rotta verso est, affinché le sue portaerei facessero decollare i propri velivoli e poi si ritirassero nella pioggia, nella speranza che la scarsa visibilità dovuta ai rovesci riducesse l'accuratezza dei tiri giapponesi. Ordinò inoltre alle navi di scorta nella retroguardia di creare una cortina fumogena per nascondere il ripiegamento delle portaerei, indicando poi a queste ultime di eseguire manovre evasive, cambi casuali di direzione per confondere la mira ai giapponesi, e far decollare infine ogni aereo da caccia FM-2 Wildcat e aerosilurante TBM Avenger con qualunque armamento avessero a bordo in quel momento. Alcuni avevano dei razzi, altri solo le mitragliatrici, altri ancora cariche di profondità, o nessuno di questi. Pochissimi avevano bombe antinave o siluri, le uniche armi adatte ad affondare navi da guerra pesanti e ben corazzate. I Wildcat erano ritenuti più adatti per portaerei di quelle dimensioni, invece dei più veloci e pesanti Grumman F6F Hellcat impiegati nelle portaerei più grandi. Ai piloti fu ordinato di "attaccare la task force giapponese e procedere verso il campo d'aviazione di Tacloban, su Leyte, per riarmarsi e rifornirsi". Molti velivoli continuarono ad eseguire manovre a vuoto, dopo aver esaurito le munizioni, per distrarre i giapponesi. Circa alle ore 07:20, le navi entrarono nella pioggia intensa e il fuoco giapponese rallentò notevolmente poiché non possedevano dei radar di puntamento in grado di penetrare la pioggia e la cortina di fumo.
Kurita, nel frattempo, stava già sperimentando le conseguenze dell'attacco generale, con la 5ª Divisione Incrociatori e la 10ª Divisione Cacciatorpediniere finite sulla rotta della 3ª Divisione Navi da Battaglia nella loro corsa ad avvicinarsi alle navi statunitensi, obbligando la corazzata Kongō a virare verso nord fuori dalla sua formazione e ad operare in autonomia per il resto degli scontri. Preoccupato che i suoi cacciatorpediniere potessero consumare troppo carburante durante l'inseguimento, Kurita ordinò loro di ripiegare nelle retrovie alle 07:10, decisione che ebbe conseguenze immediate con il 10º Squadrone Cacciatorpediniere che fu costretto a tornare indietro proprio quando stavano guadagnando terreno sul fianco destro della formazione statunitense. Spostare il 2º Squadrone Cacciatorpediniere ebbe conseguenze peggiori seppure meno immediate: ordinato loro di posizionarsi dietro alla 3ª Divisione Navi da Battaglia, la Yahagi e gli altri cacciatorpediniere si diressero verso nord dal fianco meridionale della formazione di Kurita alla ricerca della nave ammiraglia della divisione, la Kongō, lasciando nessuna unità giapponese in posizione per intercettare le portaerei statunitensi quando queste virarono verso sud alle 07:30. Infine, nonostante l'ordine di attacco generale, Kurita continuò a dettare variazioni di rotta alla sua flotta per tutto il corso della battaglia.

### Il contrattacco statunitense

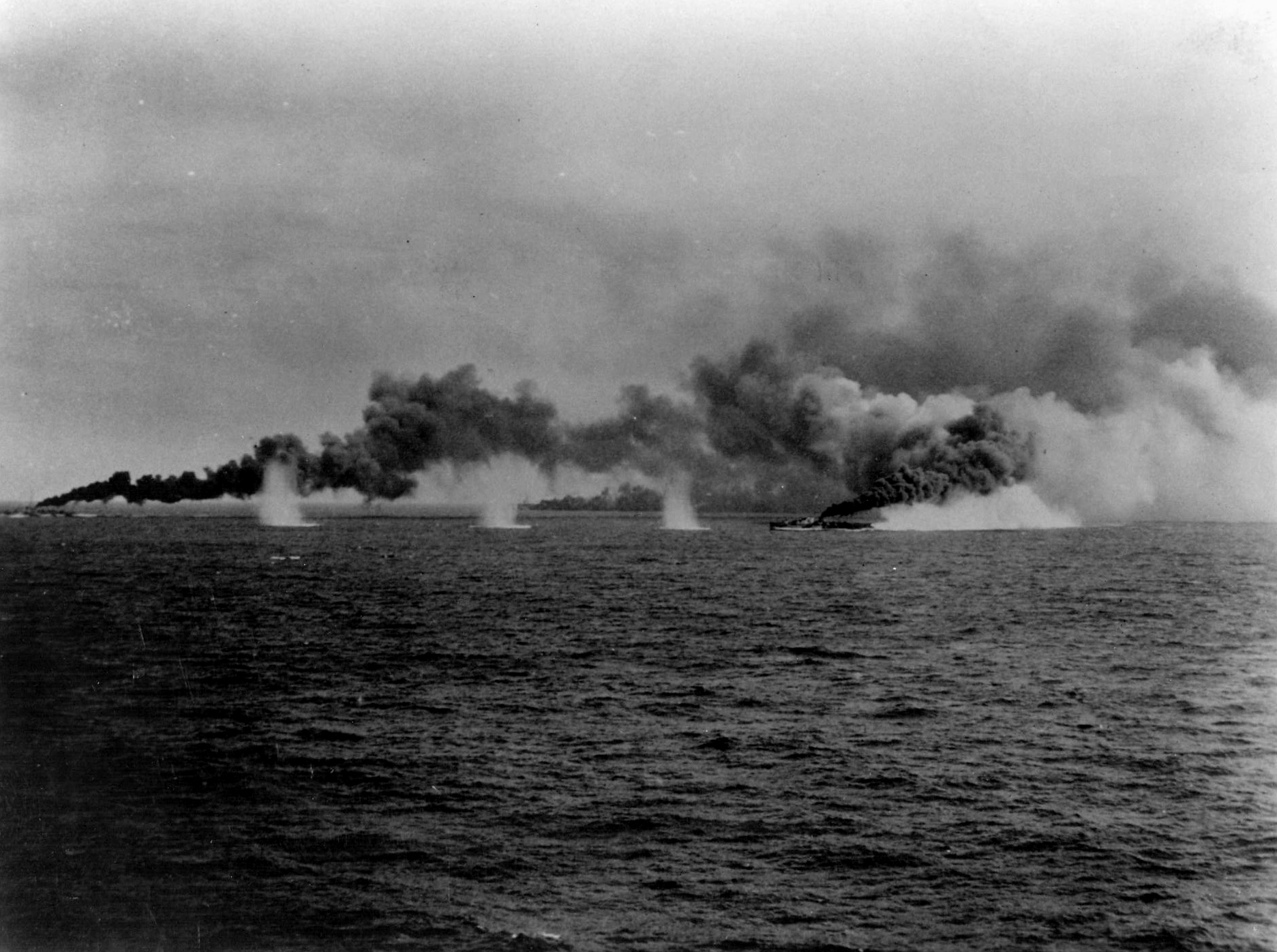
Cacciatorpediniere statunitensi mentre generano la cortina fumogena sotto il fuoco giapponese

Tre cacciatorpediniere e quattro avviso scorta ricevettero l'ordine di proteggere le portaerei di scorta da aerei e sottomarini giapponesi. I tre cacciatorpediniere classe Fletcher, soprannominati "barattolini" per l'assenza di corazzatura, erano veloci a sufficienza per raggiungere la task force di una portaerei veloce. Ognuno di essi aveva cinque cannoni singoli da 127 mm e diversi cannoni antiaerei leggeri, nessuno efficace contro navi da guerra corazzate. Solamente i loro dieci siluri da 533 mm, alloggiati in due lanciasiluri rotanti da cinque ciascuno, posizionati a centro nave, erano una seria minaccia per corazzate e incrociatori.
Un vantaggio dei cacciatorpediniere statunitensi era il sistema di puntamento dei cannoni Modello 37 controllato da un radar, che garantiva un fuoco automatico coordinato per i loro cannoni da 127 mm finché l'obiettivo veniva puntato. Quindi un sistema duale, il radar di puntamento dei cannoni e le capacità antiaeree, permetteva ai cacciatorpediniere di rimanere sul bersaglio nonostante la scarsa visibilità e le loro stesse manovre evasive. I giapponesi dovevano invece affidarsi a telemetri ottici, aiutati dalla tintura dei rispettivi proiettili, e su calcolatori meccanici che rendeva difficile identificare il bersaglio attraverso la pioggia e il fumo e limitava la loro abilità di manovra mentre sparavano.
I quattro avviso scorta di classe John C. Butler erano navi più piccole e lente, ideate per proteggere i lenti convogli dai sottomarini. Erano armati con due cannoni da 127 mm senza sistema di puntamento automatico e con tre siluri, anche se gli equipaggi raramente erano addestrati ad usarli. Poiché i siluri avevano una portata di circa 10 km, era consigliato utilizzarli di notte, poiché di giorno un attacco con siluri ad una nave da guerra pesante significava superare folate di proiettili in grado di raggiungere anche i 45 km di distanza. Nel caso in questione, furono impiegati contro una flotta guidata dalla più potente corazzata della storia, anche se alla fine è stata l'abilità delle navi nel generare una densa cortina fumogena, grazie ai loro fumaioli e ai generatori di fumo chimico, a influenzare considerevolmente lo scontro.
Dopo aver celato le portaerei con il fumo, i cacciatorpediniere e gli avviso scorta statunitensi cominciarono subito le manovre per lanciare i siluri, sfruttando anch'essi il fumo per cogliere di sorpresa gli inseguitori. I profili e l'aggressività dei difensori, convinse i giapponesi che i cacciatorpediniere fossero in realtà incrociatori e che gli avviso scorta fossero invece dei cacciatorpediniere. Inizialmente i proiettili perforanti giapponesi attraversarono da parte a parte, senza detonare, gli avviso scorta, finché i nipponici non li sostituirono proiettili altamente esplosivi, causando molti più danni. La velocità degli avvisi scorta e l'abilità dei loro equipaggi permise ad alcuni di essi di evitare totalmente il fuoco giapponese prima di lanciare i siluri. Inoltre, una gestione efficace di incendi e falle, nonché la ridondanza nei sistemi di propulsione e di alimentazione, permise loro di continuare a navigare e combattere anche dopo aver subito dozzine di colpi prima di affondare, nonostante i vari ponti fossero pieni di morti e feriti. Pure i cacciatorpediniere di Taffy 2, a sud, si ritrovarono sotto il fuoco giapponese ma, quando la Gambier Bay li contattò per chiedere supporto, fu ordinato loro di ripiegare per proteggere le portaerei del loro gruppo.

#### La USSJohnston
Alle ore 07:00, il comandante Ernest E. Evans del cacciatorpediniere USS Johnston ordinò di rispondere al fuoco che stava bersagliando le portaerei di cui era la scorta, iniziando a disperdere una cortina di fumo con manovre a zigzag. Circa dieci minuti dopo, l'ufficiale di puntamento Robert Hagen iniziò a sparare sull'incrociatore più vicino, a 16 km di distanza, registrando diversi colpi a bersaglio. I giapponesi risposero al fuoco e, ben presto, la Johnston si ritrovò circondata da spruzzi d'acqua. Evans allora, senza avvisare i suoi superiori, accelerò a velocità massima verso i giapponesi.
Alle 07:15, Hagen concentrò il fuoco sulla nave ammiraglia del gruppo d'avanguardia giapponese, l'incrociatore pesante Kumano. Sparando con i suoi cannoni da 127 mm alla massima distanza di 19 km, la Johnston centrò diverse volte la sovrastruttura della Kumano, che si incendiò.
Alle 07:16, l'ammiraglio Sprague ordinò al comandante William Dow Thomas a bordo della Hoel, a capo del piccolo gruppo di cacciatorpediniere, di attaccare. Dopo alcune difficoltà nel formare una formazione d'attacco, la Hoel, la Heermann e la Samuel B. Roberts cominciarono una lunga manovra per mettersi in posizione per lanciare i loro siluri.
Nel frattempo, la Johnston continuò il suo attacco, sparando più di duecento colpi seguendo una rotta evasiva con virate moderate che la rese un bersaglio difficile. Raggiunse così alla portata massima dei siluri e, a poco più di 8 km, li lanciò tutti e dieci. Alle ore 07:24, due o tre andarono a segno facendo esplodere lo scafo della Kumano. Pochi minuti dopo, alle 07:33, quattro siluri mancarono di poco la Kongō. L'incrociatore pesante Suzuya, con danni dovuti ad attacchi aerei, abbandonò la battaglia quando si fermò a soccorrere la Kumano. L'attacco della Johnston generò confusione nelle menti dei comandanti giapponesi, i quali erano convinti che la nave statunitense fosse un incrociatore. Evans infine invertì la rotta e, con la copertura del fumo stesso della Johnston, si allontanò dai giapponesi.
Alle ore 07:30, i proiettili provenienti da una nave da battaglia passarono attraverso il ponte di coperta e la sala macchine di babordo della Johnston, che dimezzò la sua velocità a 31 km/h, interrompendo l'energia elettrica ai cannoni di poppa. Hagen li identificò come colpi da 356 mm provenienti dalla corazzata Kongō, ad una distanza di 13 km, ma ciò è improbabile poiché la Kongō si trovava all'altra estremità della formazione giapponese e il suo diario di bordo non riporta che stesse sparando in quel momento, trovandosi in un acquazzone. Basandosi sul rilevamento e sull'angolo di caduta, è molto più probabile che i colpi fossero proiettili da 46 cm provenienti dalla Yamato, a 18,5 km di distanza. Pochi attimi dopo infatti tre proiettili da 155 mm della Yamato colpirono la plancia della Johnston causando diverse vittime e ferendo alla mano sinistra il comandante Evans. La nave fu gravemente danneggiata, con marinai morti e moribondi ovunque. La Yamato riportò quindi l'affondamento di un "incrociatore" con una salva delle batterie principali alle ore 07:27. Il cacciatorpediniere Kishinami, che stava anch'esso ingaggiando la Johnston, riportò che "la Yamato affondò un incrociatore nemico" alle 07:28.
Tuttavia, la Johnston non era affondata. Già in carenza di carburante prima della battaglia, le scorte rimaste non causarono un'esplosione catastrofica. Trovò invece protezione nella pioggia intensa, dove il suo equipaggio ebbe il tempo di riparare i danni e ripristinare la corrente a due torrette. Il radar era stato distrutto, caduto sul ponte in un ammasso informe, mentre il sistema di puntamento radar, inizialmente danneggiato, fu rimesso rapidamente in servizio. L'equipaggio della Johnston riuscì quindi in pochi minuti a riattivare le batterie principali e il loro sistema di puntamento e, alle 07:35, spararono diverse decine di colpi al cacciatorpediniere giapponese in avanguardia, distante 9 km. Il fuoco della Johnston si concentrò poi sugli incrociatori che sopraggiungevano da est, sparando altre decine di colpi contro il più vicino, a 10 km di distanza. Nessuno degli obiettivi poteva essere visto ad occhio nudo e quindi non poteva essere identificato con accuratezza, perciò la nave che la Johnston riconobbe come un "incrociatore" molto probabilmente era la corazzata Haruna.
Alle ore 07:37, il commodoro Thomas ordinò via radio un attacco con siluri e la Johnston e la Heermann eseguirono. Continuando ad allontanarsi dai giapponesi, la Johnston raggiunse le altre navi a difesa delle portaerei guidate dalla Hoel, danneggiata. Evans rinnovò l'attacco per dare supporto con i propri cannoni al piccolo squadrone di Thomas, attaccando così l'incrociatore pesante Tone, a est della formazione giapponese, a circa 5,5 km di distanza e colpendolo diverse volte, nonostante fosse senza radar di ricerca.
Nello scontro che seguì, Evans ingaggiò duelli con navi giapponesi molto più grandi della sua. Alle 08:20, uscendo dalla pioggia e dal fumo, la Johnston dovette confrontarsi con una nave da battaglia di classe Kongō da 36 600 tonnellate, forse la Haruna stessa, la quale riportò circa allo stesso orario uno scontro con un cacciatorpediniere statunitense. La Johnston sparò almeno quaranta colpi, con più di quindici centri avvistati sulla sovrastruttura della corazzata, prima di invertire la rotta e scomparire dietro la cortina fumogena, evitando che la i cannoni giapponesi da 365 mm avessero il tempo di rispondere al fuoco. Alle ore 08:26 e di nuovo alle 08:34, Thomas ordinò un attacco contro gli incrociatori pesanti a est delle portaerei. La Johnston rispose alle 08:30 e si lanciò contro una nave giapponese che aveva aperto il fuoco sulla indifesa portaerei Gambier Bay. Avvicinatosi a 5,5 km, sparò per dieci minuti contro una nave più pesante e meglio armata, forse la Haguro, colpendola numerose volte.
Alle ore 08:40, apparvero a poppa sette cacciatorpediniere giapponesi su due colonne, in procinto di attaccare le portaerei. Invertita la rotta con l'intento di intercettarli, Evans provò a passare di fronte alla formazione, con il taglio del "T", per limitare la potenza di fuoco dei giapponesi. Ordinò quindi a cannoni di aprire il fuoco su di loro, i quali risposero colpendo la Johnston diverse volte. Forse a causa della propria posizione di svantaggio, il comandante giapponese del primo cacciatorpediniere virò verso ovest. Ad appena 6,5 km di distanza, Evans aprì il fuoco e colpì una decina di volte il cacciatorpediniere prima che questo deviasse la rotta, per poi concentrarsi sul successivo centrando anche questo cinque volte facendolo allontanare. Sorprendentemente, l'intero squadrone giapponese virò a ovest per evitare il fuoco della Johnston. Alle 09:20, i cacciatorpediniere giapponesi riuscirono infine a lanciare i loro siluri da una distanza di quasi 10 km dalle portaerei. Diversi di questi sarebbero stati fatti detonare dal mitragliamento degli aerei o dal fuoco difensivo dalle portaerei stesse, mentre nessuno dei siluri sopravvissuti sarebbe andato a segno.
In questa fase della battaglia, le navi giapponesi e quelle statunitensi erano mescolate in un guazzabuglio confuso. Il fumo pesante aveva reso la visibilità così scarsa che per poco, alle 08:40 durante uno scontro con i giapponesi, la Johnston non andò a collidere con la Heermann, obbligando poi la Samuel B. Roberts a sua volta a schivare entrambe. Nel frattempo, la Gambier Bay e la Hoel stavano affondando e per i giapponesi trovare nuovi obiettivi non fu difficile. Dopo le 09:00, con la Hoel e la Samuel B. Roberts fuori dai giochi, l'azzoppata Johnston divenne un facile bersaglio per quattro incrociatori e numerosi cacciatorpediniere. La Johnston continuò a subire colpi che misero fuori gioco la principale torretta uccidendo diversi uomini. Alle 09:20, a causa dell'esplosione delle munizioni, Evans dovette spostare il comando a poppa gridando a voce gli ordini ai suoi uomini e muovendo lui stesso il timone manualmente. I giapponesi colpirono il motore rimasto attivo, lasciando la nave inerte in mezzo al mare alle 09:40, concentrando poi il fuoco su di essa invece che inseguire le portaerei in fuga. La Johnston fu colpita così tante volte che i sopravvissuti "non potevano chiudere le falle abbastanza velocemente da tenerla a galla".
Alle ore 09:45, Evans ordinò l'abbandono nave. La Johnston colò a picco venticinque minuti dopo portando con sé 186 membri dell'equipaggio. Evans, che era riuscito a lasciare la nave con i suoi uomini, non fu visto mai più, ricevendo postumo la Medal of Honor. Mentre il cacciatorpediniere giapponese Yukikaze si stava avvicinando lentamente, Robert Billie e diversi altri marinai videro per l'ultima volta Evans, mentre faceva il saluto militare alla Johnston che affondava.

#### La USSSamuel B. Roberts

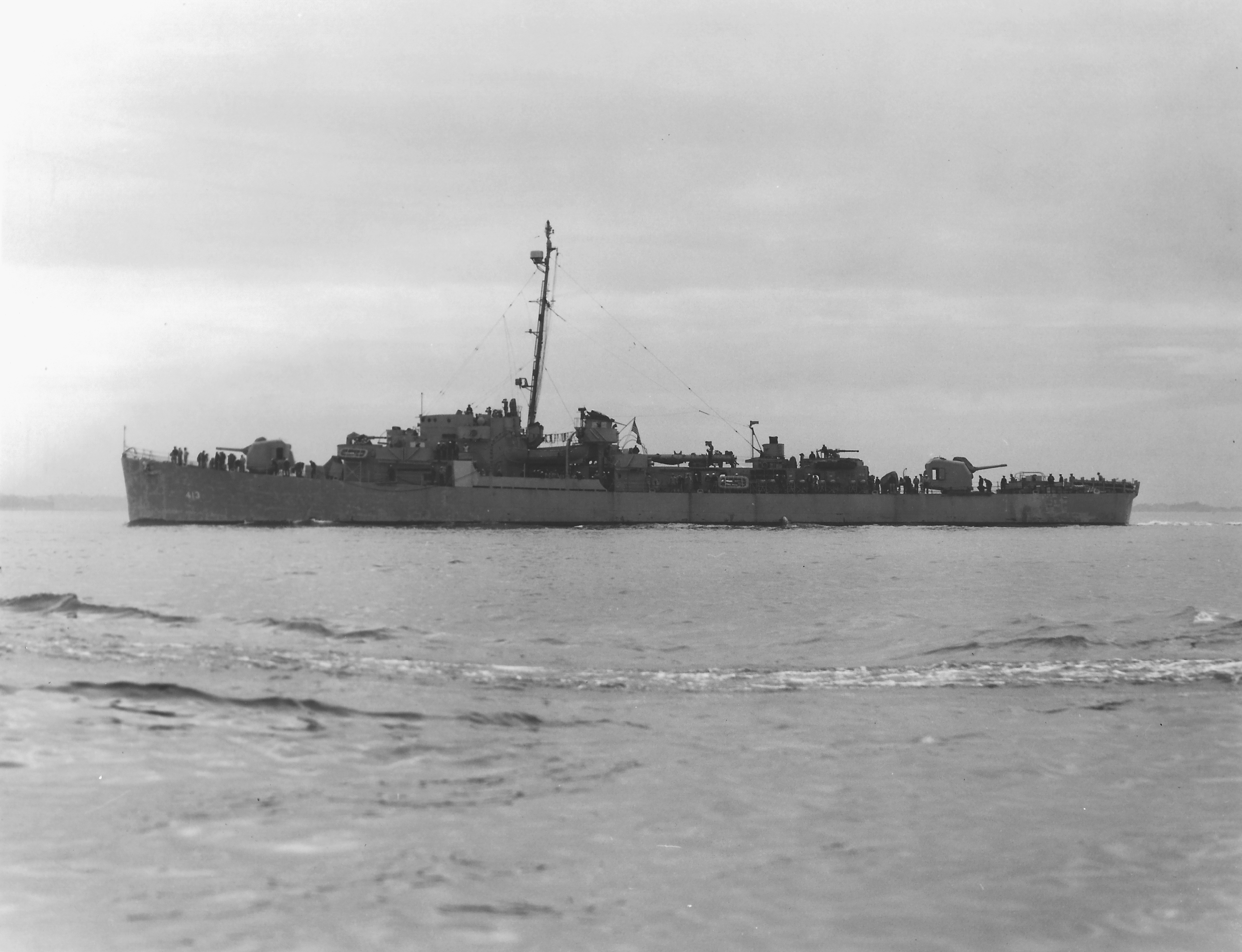
La Samuel B. Roberts in navigazione

Gli avviso scorta erano piccole navi concepite con lo scopo di proteggere i lenti convogli dai sottomarini ma possedevano una minima capacità antinave con i loro siluri e i cannoni da 127 mm. La USS Samuel B. Roberts si distinse in questa battaglia scontrandosi contro incrociatori corazzati, progettati per resistere a cannoni di navi di categoria inferiore. Verso le 07:40, il tenente comandante Robert W. Copeland manovrò la sua nave per evitare che si scontrasse con la Heermann e, osservando l'avvicinarsi dei giapponesi, comprese che la rotta e la posizione della propria nave la poneva nel luogo perfetto per lanciare un attacco con i siluri contro l'incrociatore leader giapponese. Senza aver ricevuto ordini e di fatto contro gli ordini stessi, fece rotta a tutta velocità per seguire la Heermann.
Dietro la copertura fumogena, la Roberts evitò di essere avvistata. Non volendo attirare l'attenzione sulla sua piccola nave, Copeland ripetutamente negò al suo ufficiale addetto al cannone di aprire il fuoco. Anche se i suoi obiettivi erano chiaramente visibili e a portata, il suo intento era di lanciare i siluri da una distanza di 4,5 km. Alle ore 08:00, un colpo vagante, forse diretto contro un cacciatorpediniere vicino, colpì l'albero della Roberts che cadde e danneggiò il supporto dei siluri. Rimesso in funzione, a circa 3,7 km di distanza, la Roberts lanciò i suoi siluri contro la Chōkai senza che questa le rispondesse. Invertita poi rapidamente la rotta, svanì nella cortina fumogena mentre una vedetta riportava che un siluro era andato a segno, anche se la Chōkai non fu colpita da nessuno di essi.
Alle 08:10, la Roberts era vicina alla formazione di portaerei. Attraverso il fumo e la pioggia, l'incrociatore pesante Chikuma fece la sua comparsa, iniziando a sparare sulle portaerei. A sua volta Copeland cambiò rotta e ordinò di aprire il fuoco, iniziando uno scambio di bordate con la Chikuma, la quale a turno sparava contro la Roberts e contro le portaerei. Ostacolato dalla vicinanza e dai tempi tra una salva e la successiva, la Chikuma sparò con difficoltà contro il suo oppositore, più piccolo e veloce. Ad inizio battaglia, infatti, quando era chiaro che la Roberts avrebbe dovuto difendere le portaerei da un attacco di superficie, il capo ingegnere Trownbridge rimosse tutti i meccanismi di sicurezza dei motori, permettendo alla nave di raggiungere più di 50 km/h. La Roberts non aveva un basso rateo di fuoco come la Chikuma e per i successivi trentacinque minuti, a 5 km di distanza, i suoi cannoni spararono quasi tutti i proiettili da 127 mm presenti a bordo, più di 600. All'insaputa dell'equipaggio della Roberts, poco dopo che quest'ultima ingaggiò battaglia con la Chikuma, anche la Heermann aveva puntato i suoi cannoni sull'incrociatore giapponese.
Tuttavia, la Chikuma non era sola e, ben presto, le salve multicolore della flotta giapponese circondarono la Roberts che si ritrovò sotto il fuoco della Yamato, della Nagato e della Haruna. Nel tentativo disperato di evitare i colpi in arrivo, Copeland ordinò motori indietro tutta, così da frenare e non essere colpiti ma divenendo tuttavia un facile bersaglio, tanto che alle 08:51 un incrociatore centrò la Roberts danneggiando una caldaia. Ridotta alla velocità massima di 30 km/h, la nave iniziò ad essere colpita regolarmente, finché la Kongō non diede il colpo decisivo alle ore 09:00 mettendo fuori uso l'unico motore rimasto in funzione e causando una forte esplosione. La nave iniziò così ad affondare mettendo fine al proprio ruolo nella battaglia.
L'addetto ai cannoni di poppa, Paul H. Carr, aveva sparato quasi tutti i suoi 325 proiettili in trentacinque minuti prima di un'esplosione causata dal surriscaldamento della canna di un cannone. Carr fu ritrovato morente alla sua postazione, mentre chiedeva aiuto per caricare l'ultimo colpo. Riceverà la Silver Star, mentre la fregata missilistica USS Carr fu battezzata in suo onore. Altre due fregate più moderne, la USS Samuel B. Roberts e la USS Copeland, presero il nome dalla Roberts stessa e dal suo comandante.
Anche le sue compagne, l'avviso scorta USS Raymond, USS Dennis e USS John C. Butler, lanciarono i loro siluri e, anche se mancarono i bersagli, riuscirono a rallentare gli inseguitori giapponesi. La Dennis fu colpita da due proiettili di incrociatori e la Butler terminò le munizioni un'ora dopo l'inizio degli scontri.

#### La USSHoel
Il cacciatorpediniere veloce USS Hoel, capitanato dal comandante Leon S. Kintberger, era la nave ammiraglia del piccolo gruppo di cacciatorpediniere e avviso scorta Taffy 3. Quando i colpi degli incrociatori iniziarono a piovere sulle navi statunitensi, la Hoel iniziò a zigzagare e rilasciare fumo per proteggere le portaerei di scorta in fuga. Con la distanza dai giapponesi ridotta a 16 km, Kintberger aprì il fuoco e divenne a sua volta bersaglio dei nipponici. I cannoni della Yamato colpirono la plancia della Hoel da 13 km di distanza, mettendo fuori uso tutte le comunicazioni radio, uccidendo quattro uomini e ferendo Kintberger e un altro ufficiale.
L'ammiraglio Sprague ordinò poi al comandante Thomas di attaccare i giapponesi con i siluri. Dalla sua posizione a bordo della Hoel, Thomas fece preparare i tre cacciatorpediniere al suo comando al meglio che poté e, alle 07:40, ordinò l'attacco. Attraverso la pioggia e il fumo, la Hoel zigzagò verso la flottiglia giapponese, seguita dalla Heermann e dalla Samuel B. Roberts, mentre la Johnston, spuntata dalla pioggia, stava già bersagliando a sorpresa gli incrociatori giapponesi sfruttando il proprio radar.
Kintberger dovette quindi scegliere un bersaglio rapidamente, con la distanza che si stava riducendo drasticamente. L'ufficiale esecutivo della Sala Controllo suggerì una rotta che avrebbe portato la Hoel in una posizione ottimale per attaccare la nave giapponese più vicina, ossia la Kongō o forse la Haguro. Senza esitare, Kintberger seguì il consiglio del suo ufficiale e la Hoel finì al centro delle forze giapponesi. L'ufficiale addetto alla batteria di cannoni principale iniziò subito un rapido fuoco di sbarramento, attirando l'attenzione di buona parte della flottiglia giapponese, che ben presto rispose bersagliando il cacciatorpediniere.
Circa alle 07:27, a poco più di 8 km di distanza dai giapponesi, la Hoel lanciò metà dei siluri e invertì la rotta. Il risultato di quest'attacco non è noto. Lo storico Samuel Eliot Morison afferma che la Haguro fu costretta a virare a causa dei siluri, lasciando il comando e posizionandosi dietro alla Tone, tuttavia ciò è in contraddizione con il rapporto redatto dalla Haguro stessa, che riporta di aver virato per ingaggiare battaglia contro un "incrociatore nemico", proprio la Hoel, a 9,5 km di distanza, non per evitare un attacco con siluri.
Pochi attimi dopo che la Hoel rilasciasse i siluri, una serie devastanti di colpi la centrò in rapida successione, disabilitando tutte le armi primarie e secondare di poppa, fermando il motore di sinistra e privandola del sistema di puntamento, del radar e del controllo del timone dalla plancia di comando. La nave rallentò e dovette essere manovrata manualmente mentre Kintberger comprendeva che dovevano lanciare i siluri rimasti finché erano in grado di farlo.
Diretto verso sudovest dopo l'iniziale attacco con i siluri, Kintberger virò verso ovest alle 07:50 circa e lanciò il resto dei siluri verso un "incrociatore pesante", forse la Yamato o la Haruna. Stavolta, la Hoel venne premiata con un'apparente colonna d'acqua sulla fiancata del bersaglio, anche se il colpo non poté essere confermato. Gli spruzzi d'acqua probabilmente erano bombe o proiettili che mancavano la nave. Il rapporto giapponese rivela che l'obiettivo della Hoel era probabilmente la Yamato, che virò con difficoltà a sinistra per evitare i siluri alle 07:54 e fu costrutta a virare verso nord finché i siluri non finirono il carburante, portando così Kurita fuori dalla battaglia, lontano dalle proprie forze.
La Hoel era ora azzoppata e circondata, con una velocità di navigazione limitata a 30 km/h. In pochi minuti, il timone era stato ripristinato e Kintberger ordinò una rotta verso sud, verso il resto di Taffy 3. Mentre virava di continuo cercando di evitare i colpi giapponesi, riuscì a sparare alla nave nipponica più vicina con i due cannoni rimasti. Infine, alle 08:30 circa, dopo aver resistito a quaranta colpi diretti da cannoni tra i 127 e i 406 mm, un proiettile da 200 mm disabilitò il motore rimasto. Con la sala macchine sottacqua e un magazzino in fiamme, la nave iniziò a piegarsi di babordo, a partire da poppa. Alle 08:40 fu quindi dato l'ordine di abbandonare la nave e molti marinai sopravvissuti si allontanarono dal cacciatorpediniere a nuoto.
Un incrociatore e diversi cacciatorpediniere giapponesi si avvicinarono fino a 1 800 m, dando a due cannoni di prua un buon bersaglio. Per circa dieci minuti, si scambiarono colpi con l'incrociatore di classe Tone. Una volta che i cacciatorpediniere giapponesi rallentarono e furono a meno di 1 km anche loro aprirono il fuoco. I colpi giapponesi cessarono solo alle 08:55, quando la Hoel si rovesciò e affondò a 7,5 km di profondità, dopo novanta minuti di combattimento.
La Hoel fu la prima nave di Taffy 3 ad affondare e subì in proporzione il numero più alto di vittime: solo 86 uomini sopravvissero, mentre 253 tra ufficiali e marinai morirono. Il comandante Kintberger, che sopravvisse e andò in pensione con il grado di retroammiraglio, descrisse la dedizione al dovere e il coraggio dell'equipaggio della Hoel così: "Pienamente consapevoli dell'inevitabile risultato dell'ingaggio di forze così enormemente superiori, questi uomini hanno svolto i compiti assegnati con freddezza ed efficienza fino a quando la loro nave non è stata colpita da sotto".

#### La USSHeermann
La USS Heermann, capitanata dal comandante Amos T. Hathaway, si trovava nel fianco delle portaerei non attaccato dai giapponesi, quando ricevette alle 07:37 l'ordine del commodoro Thomas di posizionarsi a guida di una colonna di cacciatorpediniere e avviso scorta per attaccare le navi nipponiche. La Heermann entrò quindi in azione attraverso il fumo e la pioggia intensa e intermittente che ridussero la visibilità a meno di cento metri, tanto che per due volte dovette rallentare di colpo per evitare collisioni con la Samuel B. Roberts prima e con la Hoel alle 07:49.
Alle 07:50, la Heermann attaccò l'incrociatore pesante Haguro con i suoi cannoni da 127 mm, mentre rapidamente si preparava a lanciare i siluri. Nella confusione della battaglia, furono sparati sette siluri da uno dei due lanciasiluri invece dei cinque previsti. La Heermann poi cambiò rotta per ingaggiare battaglia con la colonna di tre navi da battaglia che avevano aperto il fuoco contro di essa.
Hathaway potrebbe aver causato una serie di eventi decisivi per l'esito della battaglia. Dapprima diresse il fuoco dei cannoni sulla corazzata Haruna, per poi avvicinarsi a 4 km dai giapponesi e lanciare gli ultimi tre siluri rimasti. La Haruna schivò i siluri, tuttavia lo storico Morison afferma che la Yamato si ritrovò tra due siluri della Heermann in rotta parallela e per dieci minuti fu costretta a dirigersi verso nord, mentre Robert Lundgren, basandosi su un confronto tra fonti giapponesi e statunitensi, ritiene che i siluri provenivano dalla Hoel, lanciati alle 07:53. In entrambi i casi, Kurita e la sua nave da battaglia più potenti furono temporaneamente tenuti lontani dall'azione.
Alle 08:03, credendo che uno dei siluri avesse colpito la corazzata, Hathaway si mise in rotta per raggiungere le portaerei, zigzagando dietro la cortina fumogena. Ancora completamente intatta, la Heermann fu in grado di aprire il fuoco, attraverso la pioggia e il fumo sui bersagli più vicini. Finita infine sotto i colpi dei giapponesi, in risposta ai suoi attacchi, il cacciatorpediniere iniziò uno scontro impari con la Nagato, i cui colpi finivano sempre più vicino alla Heermann. In un momento imprecisato tra le 08:08 e le 08:25, la Heermann si ritrovò a distanza di tiro con un cacciatorpediniere giapponese per diversi minuti, prima di essere divisi da una coltre di fumo. In questo intervallo di tempo, nessuna delle due sparò sull'altra, entrambe infatti avevano bersagli con priorità maggiore a cui puntare. Alle 08:26, il comandante Thomas richiese il fuoco contro gli incrociatori che stavano sparando a est sulle portaerei di scorta. Hathaway rispose all'ordine ma prima di eseguirlo dovette passare attraversa la formazione di portaerei. La manovra fu azzardata, poiché eseguita a velocità relativamente elevata, e dovette schivare due navi amiche, la Fanshaw Bay e la Johnston.
In rotta verso gli incrociatori giapponesi, la Heermann finì vicino la portaerei Gambier Bay, gravemente danneggiata, che continuava ad essere bersagliata. La Heermann attaccò la Chikuma, a 11 km di distanza, dopo che questa smise di bersagliare la portaerei. In questa fase della battaglia, la Heermann finì sotto il fuoco di molte navi giapponesi: gli spruzzi rossi, gialli e verdi indicavano che era l'obiettivo della Kongō e della Haruna. Furono rilevati anche molti spruzzi bianchi, segno che probabilmente era bersagliata anche dagli incrociatori pesanti guidati dalla Chikuma. Alle 08:45, un colpo centrò la timoneria uccidendo tre uomini all'istante e ferendone a morte un quarto. Una serie di proiettili da 200 mm colpì la parte anteriore del cacciatorpediniere allagando la nave, la cui prua iniziò ad affondare così rapidamente da trascinare in acqua le sue ancore e mettere fuori uso uno dei suoi cannoni.
Alle ore 08:50, alcuni velivoli dello squadrone VC-10 raggiunsero l'area dello scontro guidati via radio da Taffy 3 fino agli incrociatori giapponesi a est che, in tre minuti, si ritrovarono sotto un pesante attacco aereo. Alle 09:02, sotto lo sforzo combinato della Heermann, della Roberts, delle bombe, dei mitragliamenti e dei siluri, la Chikuma si ritrovò bersagliata finendo immobilizzata da una bomba aerea. Successivamente fu affondata dai giapponesi, quando la Forza Centrale si diresse verso nord.
Alle 09:07, l'incrociatore pesante Tone scambiò dei colpi con la Heermann finché non virò anch'essa allontanandosi alle 09:10. Sette minuti dopo, l'ammiraglio Sprague ordinò a Hathaway di creare una cortina fumogena nell'area di babordo delle portaerei e alle 09:30 la formazione statunitense si era raggruppata nuovamente e si stava dirigendo verso sud.
A causa di una serie di fattori, incluso il timore di affrontare una forza superiore alla loro e al criptico messaggio dell'ammiraglio Ozawa, relativo ad una battaglia in procinto di iniziare più a nord, Kurita diede ordine di cessare il fuoco già alle 09:00, dando istruzione alle sue navi di raggrupparsi a settentrione. Ciò, con sorpresa per gli statunitensi, portò i giapponesi ad interrompere ben presto l'attacco e ad allontanarsi. Nonostante fosse stata gravemente danneggiata, la Heermann fu l'unico cacciatorpediniere a difesa delle portaerei a sopravvivere.

### La corsa verso sud

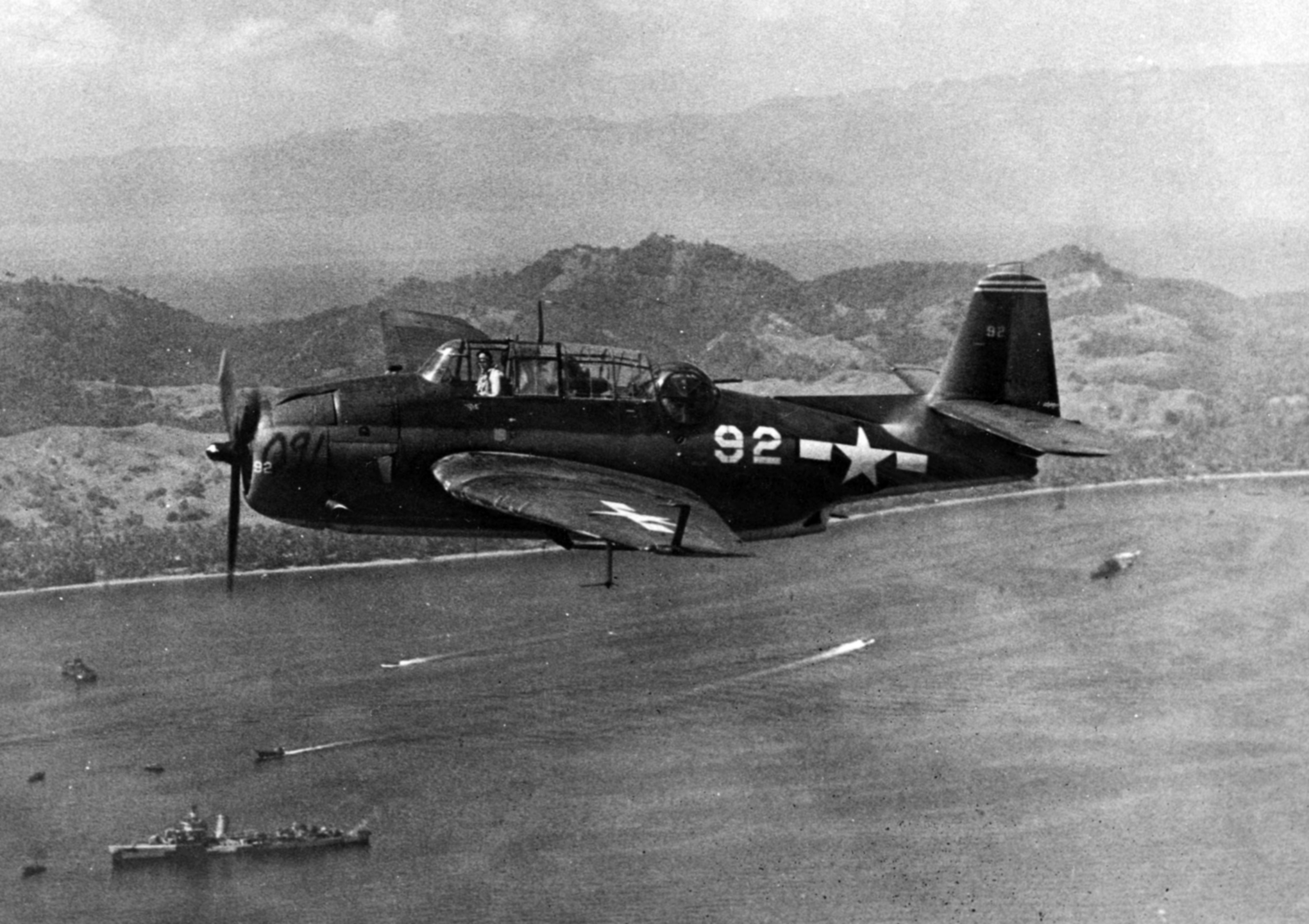
Un Grumman TBF Avenger della USS Santee

Temporaneamente al sicuro nella pioggia scrosciante, l'ammiraglio Sprague dovette prendere una decisione difficile. L'attuale rotta verso est aveva portato i giapponesi troppo vicino allo stretto di San Bernardino e lontano da ogni possibile soccorso delle forze dell'ammiraglio Oldendorf a sud. Inoltre, Kurita stava per avere il vento in poppa, rendendo la cortina fumogena meno efficace. Tenuto conto di tutto ciò, alle 07:30, Sprague ordinò un cambio di rotta, dapprima verso sudest, poi verso sud, ordinando alle unità di scorta di lanciare un attacco con i siluri per coprire l'uscita delle portaerei dalla tempesta. Fu una decisione molto rischiosa, poiché dava a Kurita una possibilità di infilarsi nella sua formazione e romperla rendendo le portaerei ancor più vulnerabili.
Kurita però non sfruttò l'opportunità e le sue forze seguirono Taffy 3, con i suoi cacciatorpediniere posti nelle retrovie, in una posizione da cui avrebbero difficilmente potuto intercettare le portaerei statunitense o anticipare un loro cambio di rotta. Le portaerei di scorta di Taffy 3 virarono verso sud e ripiegarono attraverso il fuoco nemico alla massima velocità di 32 km/h. Le sei portaerei entravano e uscivano dalla pioggia incessante, occasionalmente virando con il vento a favore per far decollare gli ultimi aerei disponibili.
Dopo un'ora, i giapponesi erano a meno di 16 km dalle portaerei. L'essere riuscite a evitare la distruzione rafforzò nei giapponesi l'idea che quelle fossero portaerei di flotta, non di scorta o leggere. Le nubi di fumo bianco e nero generato dai cacciatorpediniere non rese così difficoltoso l'avvistamento dei bersagli per i giapponesi, tanto che alle ore 08:00 Sprague aveva ordinato alle portaerei di aprire il fuoco quando a portata del solo armamento antinave a disposizione delle portaerei, un cannone da 127 mm caricato con proiettili antiaerei.

### I giapponesi attaccano le portaerei
Navigando verso est, le portaerei erano state oggetto di bersagliamento da parte dei giapponesi. Alle ore 08:05, le portaerei iniziarono a subire colpi diretti e la prima fu la Kalinin Bay, colpita da un proiettile da 200 mm. Tuttavia, le navi giapponesi stavano sparando proiettili perforanti che spesso passavano da parte a parte senza detonare anche le portaerei di scorta, non corazzate. Esse erano popolarmente note per essere particolarmente vulnerabili a colpi ai serbatoi, ma si dimostrarono invece affidabili nell'iniziale inseguimento quando dovettero subire e schivare diversi colpi e nel successivo attacco di aerei kamikaze.

#### La USSWhite Plains
Quando la Yamato aprì il fuoco alle 06:59 da una distanza di circa 32 km, bersagliò per prima la USS White Plains. La terza salve arrivò molto vicino alla portaerei, alle 07:04, e uno dei proiettili esplose sotto la sentina di sinistra, vicino alla sala macchine di poppa, sul lato di tribordo. Anche se il colpo non la colpì direttamente, l'effetto dell'esplosione sotto la chiglia, simile ad una mina sottomarina, danneggiò gravemente lo scafo, squilibrando i suoi macchinari di tribordo e facendo scattare tutti gli interruttori automatici nella rete elettrica. L'intervento pronto ed efficace di controllo dei danni da parte dell'equipaggio ristabilì la corrente elettrica e le comunicazioni in appena tre minuti e la nave riuscì a restare in formazione compensando con l'altro motore. La fuoriuscita di fumo nero dovuta all'esplosione convinse la Yamato e la Nagato, la quale stava anch'essa sparando sulla White Plains, di aver centrato in pieno la portaerei, così diressero l'attenzione altrove. Quando la formazione virò verso sud, la White Plains si ritrovò a guidare la formazione stessa, così sfuggì da ulteriori attacchi dei giapponesi. Durante questa fase, l'equipaggio della White Plains affermò di aver colpito con i propri cannoni da 127 mm sei volte l'incrociatore pesante Chokai, anche se non ci sono conferme ufficiali nei rapporti degli ufficiali giapponesi.

#### La USSGambier Bay
Con i cannonieri giapponesi che si concentravano sui bersagli più vicini, la USS Gambier Bay attirò efficacemente l'attenzione distraendo le navi nipponiche dal resto delle portaerei sorelle. Alle 08:10, la Chikuma le fu a poco più di 9 km di distanza e riuscì a centrare il ponte di decollo. Colpi successivi ad alto potenziale, diretti o vicini, causarono una perdita di velocità, lasciando la portaerei in una situazione di estrema vulnerabilità. Tre incrociatori le furono addosso, mentre la Johnston non riusciva ad attirare il fuoco su di sé. I giapponesi cominciarono a sparare e alle 09:07 la portaerei si capovolse, affondando alle 09:11 assieme a quattro aerosiluranti Grumman TBM Avenger che non erano riusciti a decollare. 130 membri dell'equipaggio rimasero uccisi. La maggior parte dei circa 800 sopravvissuti furono recuperati due giorni dopo da mezzi da sbarco e pattugliatori giunti dal golfo di Leyte. La Gambier Bay fu l'unica portaerei statunitense affondata dai colpi di cannoni navali in tutta la seconda guerra mondiale.

#### La USSSt. Lo

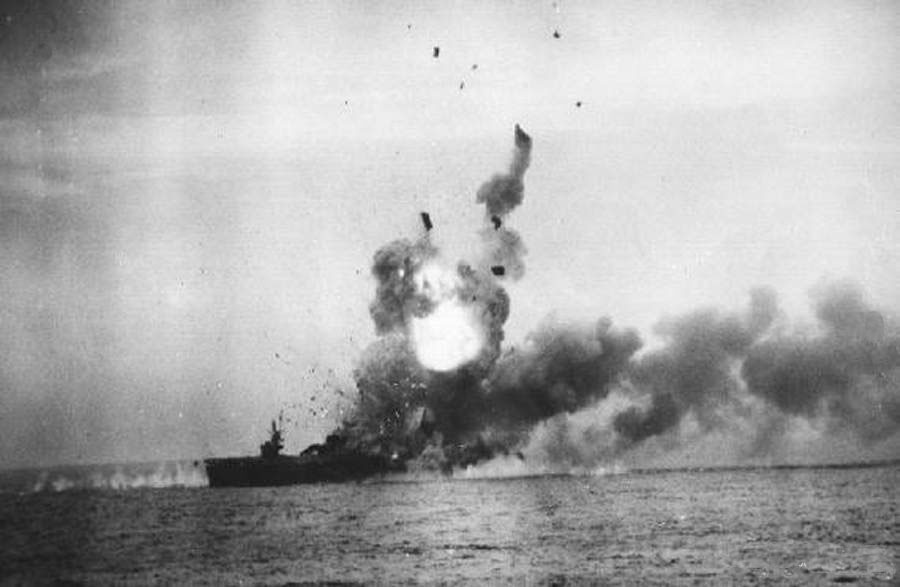
L'esplosione a bordo della St. Lo causata dall'impatto di un aereo kamikaze

Colpita diverse volte mentre era in rotta verso est, la USS St. Lo riuscì ad evitare gravi danni durante gli scontri di superficie. Alle 07:38, incrociatori giapponesi si erano avvicinati di babordo fino a 13 km di distanza. La St. Lo rispose alle loro salve con il suo cannone da 127 mm, affermando di aver colpito tre volte un incrociatore di classe Tone. Alle ore 10:00, fece decollare un aerosilurante affinché si aggregasse ad un attacco lanciato dalla Kitkun Bay, pianificato per le 10:13. Alle 10:51, il tenente Yukio Seki, comandante dello squadrone denominato Unità di Attacco Speciale Shikishima, si schiantò con il suo A6M Zero sul ponte di decollo della St. Lo, a poppa, nel primo organizzato attacco kamikaze del conflitto. La conseguente esplosione e l'incendio nel sottostante hangar costrinsero il capitano Francis McKenna ad ordinare di abbandonare la nave alle ore 11:00. La portaerei infine si capovolse e affondò alle 11:25, portando con sé 114 uomini, 6 caccia Grumman FM-2 Wildcat e 5 aerosiluranti Grumman TBM Avenger.

#### La USSKalinin Bay
Essendo la nave di coda della formazione di portaerei di scorta, una volta aver virato verso sud, la USS Kalinin Bay finì sotto un intenso fuoco giapponese. Anche se parzialmente protetta dalla cortina di fumo, dalla sporadica pioggia e dalle azioni dei cacciatorpediniere e degli avviso scorta, alle 07:50 subì il primo di quindici colpi diretti. Sparati da una nave da battaglia giapponese, i colpi, da 356 mm o da 406 mm, centrarono il lato di tribordo del ponte di decollo, a poppa del montacarichi anteriore.
Alle 08:00, gli incrociatori giapponesi dal lato di babordo della portaerei, il Tone e l'Haguro, erano ormai a 16 km di distanza. La Kalinin Bay rispose al loro fuoco con il cannone da 127 mm, ma in pochi minuti tre proiettili perforanti da 200 mm la colpirono. Alle ore 08:25, la portaerei subì un colpo diretto da 15 km da un incrociatore pesante di classe Nachi e un secondo colpo poco dopo aver costretto la nave giapponese a lasciare temporaneamente la sua formazione.
Alle 08:30, cinque cacciatorpediniere giapponesi comparvero all'orizzonte da tribordo e, a poco più di 13 km di distanza, aprirono il fuoco. Quando le navi statunitensi di supporto attaccarono gli incrociatori e dispiegarono una cortina fumogena, la Kalinin Bay cambiò bersaglio e per tutta l'ora successiva si scambiò colpi con il 10º Squadrone Cacciatorpediniere giapponese. Nessuno dei cacciatorpediniere colpì la portaerei, ma ricevette dieci colpi dagli incrociatori oscurati dalla cortina. Un proiettile passò attraverso il ponte di volo e l'area comunicazioni distruggendo gli equipaggiamenti radar e radio. La maggior parte di questi colpì giunsero dopo le 08:45, quando il Tone e l'Haguno si erano avvicinati fino a 9 km.
Alle 09:15, un Avenger della St. Lo, pilotato dal tenente Waldrop, mitragliò e fece esplodere due siluri sulla scia della Kalinin Bay a meno di cento metri a poppa, mentre un colpo di cannone della portaerei deviò un terzo siluro in rotta di collisione. Circa alle 09:30, quando le navi giapponesi spararono gli ultimi colpi prima di fare rotta verso nord, la portaerei riuscì a colpire un cacciatorpediniere a mezzanave. Cinque minuti dopo, cessò anche lei il fuoco e fece rotta a sud con ciò che restava di Taffy 3.
Alle 10:50 circa, Taffy 3 finì sotto un intenso attacco aereo. Durante i quaranta minuti che seguirono, con il primo attacco kamikaze della seconda guerra mondiale, tutte le portaerei rimasero danneggiate, tranne la Fanshaw Bay. Quattro aerei in picchiata attaccarono la Kalinin Bay da poppa e da dritta. Due furono abbattuti a distanza ravvicinata, ma il terzo si schiantò nel lato di babordo del ponte di volo, danneggiandolo gravemente, mentre un quarto finì contro la sua poppa, lato babordo. La Kalinin Bay subì così estesi danni strutturali durante i combattimenti intensi del mattino, che causarono sessanta vittime di cui cinque morti. Dodici colpi diretti e altri due colpi vicini di grosso calibro furono confermati. Questi ultimi due esplosero sotto la poppa e furono la minaccia maggiore alla sopravvivenza della nave.

#### La USSKitkun Bay

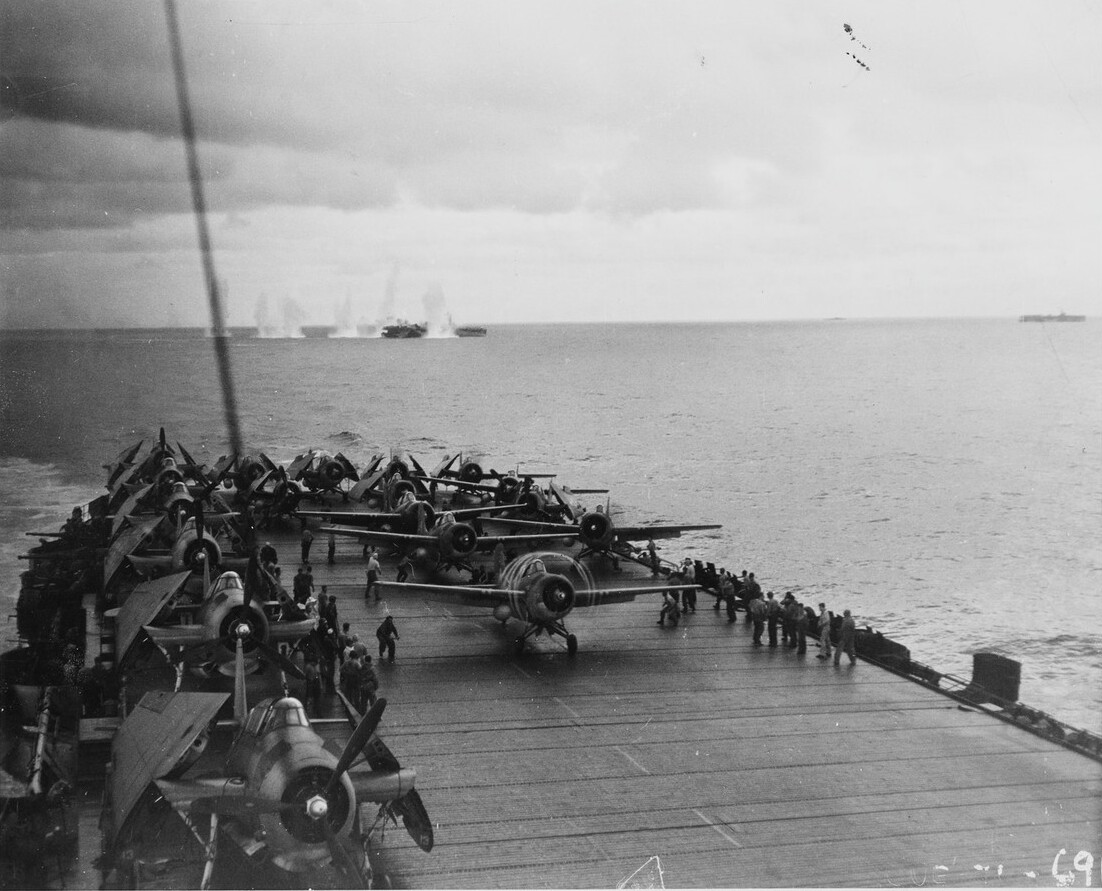
La Kitkun Bay mentre vengono preparati i caccia Wildcat per il decollo, con la White Plains sullo sfondo che viene bersagliata

Anch'essa colpita diverse volte nella fase iniziale dei combattimenti, mentre era in rotta verso est, trovandosi nella retroguardia della formazione di portaerei assieme alla White Plains, la USS Kitkun Bay si trovò nell'avanguardia della formazione quando virarono verso sud, potendo così evitare danni seri. Alle 10:13, fece decollare cinque Avenger, quattro armati con un siluro e uno con una bomba, per attaccare i giapponesi in ritirata. Attaccata da un kamikaze alle 11:08, fu difesa efficacemente dalle proprie batterie antiaeree e da quelle della Fanshaw Bay. La Kitkun Bay fu l'unica portaerei dell'ammiraglio Sprague ad uscire indenne dalla battaglia.

#### La USSFanshaw Bay
Bersagliata dalla Kongō e dalla Haruna ad inizio battaglia, la nave ammiraglia di Sprague, la USS Fanshaw Bay, evitò gravi danni durante la rotta verso est e si ritrovò dall'altra parte della formazione rispetto alla Gambier Bay mentre facevano rotta verso sud. Duranti gli ultimi attacchi kamikaze, la Fanshaw Bay fu quasi colpita da uno di essi, finito vicino alla fiancata, e aiutò la Kitkun Bay ad abbattere un altro kamikaze diretto su quest'ultima. Fece infine atterrare aerei provenienti dalle navi sorelle danneggiate o affondate. La Fanshaw Bay ebbe quattro morti e quattro feriti.

### La nave da battagliaYamato

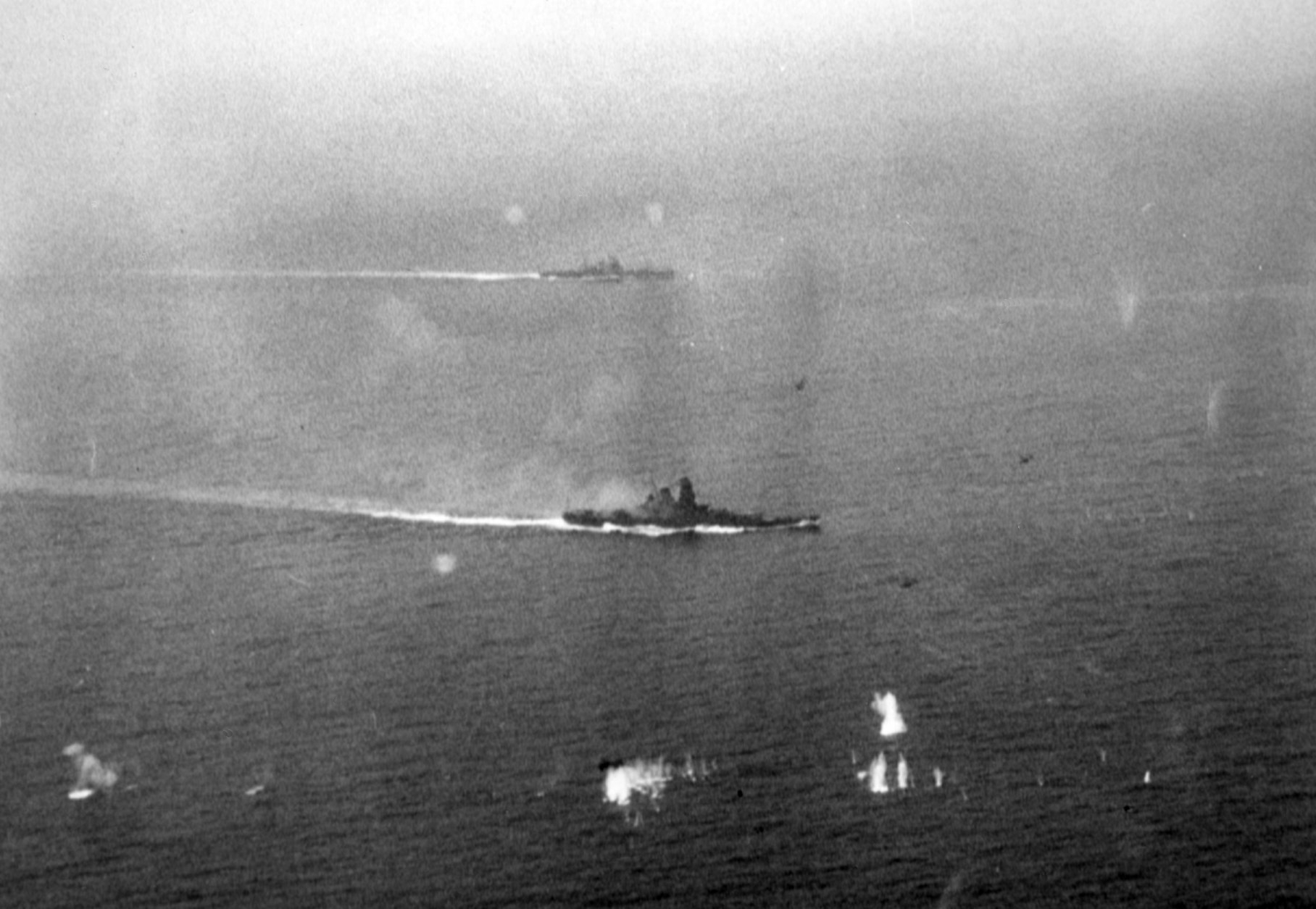
La Yamato e un incrociatore pesante giapponese, forse la o la, al largo di Samar

La Yamato si scontrò con le forze navali di superficie per la prima e ultima volta nella sua storia proprio presso l'isola di Samar, con la prua più bassa di due metri e una velocità massima di 50 km/h a causa dell'allagamento causato da tre bombe perforanti che la colpirono nelle ore precedenti nella battaglia del Mare di Sibuyan. La Yamato cominciò la battaglia alle 06:59, sparando sulla White Plains ad una distanza stimata di 31,5 km, danneggiandola gravemente con un colpo esploso in prossimità della portaerei. Il seguente fumo fuoriuscito dalla nave nascose la nave stessa e convinse la Yamato di averla distrutta, cessando il fuoco alle 07:09. Venti minuti dopo, riportò di aver colpito un "incrociatore nemico" a 18,5 km: l'orario, la distanza e la posizione di quest'ultimo coincidono con il cacciatorpediniere Johnston. Alle ore 07:51, la Yamato aprì il fuoco sulla Raymond a 9 km di distanza prima di virare a sinistra per evitare una salve di siluri della Hoel, alle 07:54. Un minuto dopo, la Yamato sparò contro la Hoel stessa con i cannoni contraerei e fu colpita da un proiettile dello stesso calibro dalla nave statunitense. Incastrata tra l'Haruna a destra e i suoi cacciatorpediniere a sinistra, la Yamato fu costretta a fare rotta verso nord finché i siluri che le inseguivano non finirono il carburante, per poi tornare in battaglia alle 08:12.
Alle ore 08:23, l'idrovolante Mitsubishi F1M della Yamato riporta un colpo diretto della corazzata alla Gambier Bay, anche se il colpo viene reclamato dalla Kongō. I rapporti della Gambier Bay riferiscono di danni provocati da un colpo del calibro di una nave da battaglia esploso vicino allo scafo. Alle 08:34, la Yamato si concentrò su un altro "incrociatore leggero", forse la Hoel, che fu poi vista affondare alle 08:40. Alle 08:45, avvistò tre portaerei statunitensi, mentre il resto della formazione le era celato dalla cortina fumogena. Tra le ore 09:06 e le 09:17, la corazzata fu oggetto di mitragliamenti e attacchi con siluri da parte dei velivoli statunitensi, durante i quali riuscì ad abbattere un aereo alle 09:15. I rapporti statunitensi, in cui viene riportato che la nave da battaglia si fosse avvicinata fino a poco più di 2 km dalle portaerei prima di essere attaccata dai velivoli, non trova riscontro sul diario di bordo della Yamato stessa. Alle 09:11, Kurita ordinò alle sue navi di raggrupparsi più a nord e, alle ore 09:22, la corazzata rallentò fino a 37 km/h dirigendosi verso nord-ovest e poi verso nord alle 09:25. Kurita riportò che le sue forze avevano affondato due portaerei, due incrociatori e alcuni cacciatorpediniere, assumendo quindi che ad affondare la White Plains fosse stata proprio la Yamato, con le sue prime quattro salve. Le unità di Kurita avevano effettivamente affondato una portaerei, due cacciatorpediniere e un avviso scorta, con la Yamato che contribuì probabilmente ad affondarne tre su quattro, con colpi diretti (alcuni non confermati, altri contestati) su tutte tranne che sulla Samuel B. Roberts.

### Le perdite giapponesi
Il rapporto d'azione dell'incrociatore giapponese Haguro afferma che i danni che immobilizzarono la Chōkai furono causati da una bomba alle 08:51. In seguito, fu affondata da siluri giapponesi, non essendo più in grado di ritirarsi, come confermato da altri ufficiali della Forza Centrale. Contrariamente alle affermazioni di Hornfischer, la Chōkai non fu affondata da delle catastrofiche esplosioni provocate da colpi che ne centrarono i siluri a bordo. Esplorazioni sottomarine del relitto rivelarono che i suoi siluri sono ancora integri. La prua della Kumano fu invece colpita da un siluro e la nave si ritirò verso lo stretto di San Bernardino, dove però subì ulteriori danni minori da un attacco aereo.

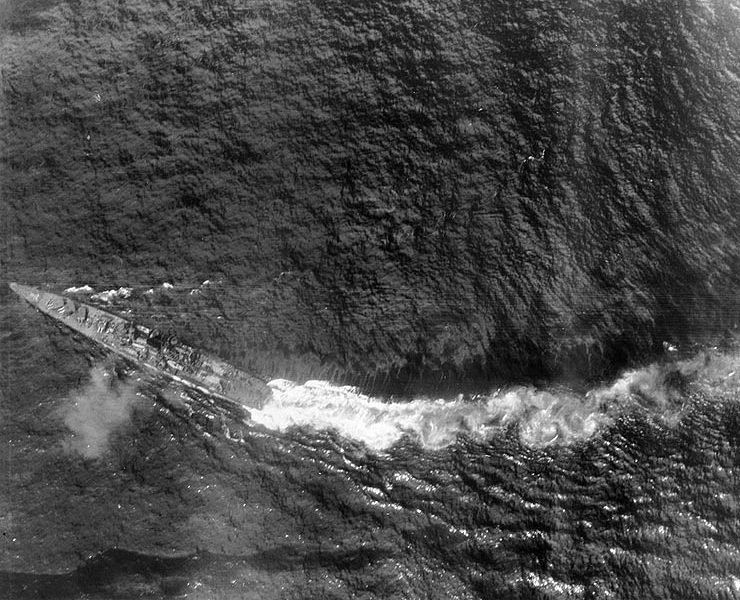
L'incrociatore giapponese Chikuma in fase di manovra dopo essere stata colpita da un siluro

L'incrociatore Chikuma contribuì all'affondamento della Gambier Bay, ma venne a sua volta attaccato dalla Heermann, a cui la Chikuma inflisse gravi danni. Tuttavia si ritrovò poi al centro di in un attaccò coordinato da parte di quattro aerosiluranti TBM Avenger. Richard Dietchman, decollato dalla USS Manila Bay, riuscì a colpire la sezione di poppa sinistra con un siluro che le recise la poppa e disabilitò l'elica di sinistra e il timone. La velocità della Chikuma scese da 33 a 17 km/h e, peggio ancora, la nave divenne ingovernabile. Alle 11:05, fu attaccata da cinque TBM della USS Kitkun Bay venendo colpita sul lato di babordo, a metà nave, da due siluri che allagarono la sala macchine. Alle ore 14:00, altri tre TBM di uno squadrone composto da velivoli della USS Ommaney Bay e della USS Natoma Bay, guidati dal tenente Joseph Cady, sganciarono altrettanti siluri che la colpirono sempre sul lato di babordo. Cady, per questa azione, ricevette in seguito la Navy Cross. Si è generalmente ritenuto che il cacciatorpediniere Nowaki trasbordò i sopravvissuti della Chikuma per poi affondarla nella tarda mattinata del 25 ottobre 1944, anche se un'altra ricerca suggerisce che affondò a causa dell'attacco aereo e che la Nowaki giunse in tempo solo per recuperare i sopravvissuti. In ritirata dall'area della battaglia, la Nowaki venne affondata (non è chiaro come), con la perdita di tutti gli uomini recuperati dalla Chikuma ad eccezione di uno.
L'incrociatore pesante Suzuya, anch'esso tra le navi che attaccarono le portaerei, ricevette un colpo non diretto ma fatale da un attacco aereo. Ad inizio battaglia, l'incrociatore venne attaccato da dieci Avenger di Taffy 3. Un colpo ravvicinato alla poppa, sul lato di sinistra, da parte di una bomba, strappò via alla Suzuya una delle eliche, riducendone la velocità massima a 20 nodi. Alle 10:50 fu attaccata da più di trenta velivoli provenienti dalle portaerei statunitensi, subendo un altro colpo ravvicinato, stavolta a metà nave sul lato di tribordo, che fece esplodere uno dei siluri pronto in uno dei tubi lanciasiluri. L'incendio che seguì l'esplosione si propagò ad altri siluri vicini e la conseguente esplosione danneggiò una caldaia e la sala macchine sul lato di destra. L'abbandono nave fu ordinato alle 11:50, quando le fiamme raggiunsero i siluri rimaste nel magazzino principale, dieci minuti dopo la prima esplosione. La Suzuya si rovesciò e affondò alle 13:22. Quattrocento e uno tra marinai e ufficiali furono recuperati dal cacciatorpediniere Okinami, altri furono salvati più tardi da navi statunitensi.

### La ritirata di Kurita
Anche se le navi da battaglia di Kurita non erano state gravemente danneggiate, gli attacchi aerei e dei cacciatorpediniere statunitensi avevano rotta le sue formazioni facendogli perdere il controllo tattico. La sua ammiraglia, la Yamato, fu obbligata a fare rotta verso nord per evitare i siluri, facendole perdere contatto con la maggior parte della task force giapponese. Gli attacchi aerei e di superficie da parte di Taffy 3, determinati e concentrati, avevano già affondato o reso non operativi gli incrociatori pesanti Chōkai, Kumano e Chikuma, cosa che sembrò confermare ai giapponesi di essere di fronte a unità di flotta invece che con portaerei di scorta e cacciatorpediniere. Kurita inizialmente non era a conoscenza che Halsey aveva già abboccato all'esca e che le sue navi da battaglia e portaerei fossero fuori portata. La ferocia dei rinnovati attacchi aerei contribuirono ulteriormente alla sua confusione e rafforzarono il suo sospetto che le portaerei di Halsey fossero nelle vicinanze. Comunicazioni da Ozawa infine convinsero Kurita che non stesse ingaggiando l'intera 3ª Flotta e che le restanti unità del gruppo di Halsey avrebbero potuto essere vicine e distruggerlo se avesse indugiato troppo in quell'area.
Infine, Kurita ricevette un messaggio secondo cui la Forza Meridionale che doveva incontrare era stata distrutta la notte precedente. Considerando che la battaglia non valeva il prezzo di ulteriori perdite e credendo di aver affondato e danneggiato diverse portaerei statunitensi, Kurita ruppe l'ingaggio alle 09:20 con l'ordine: "tutte le navi, mia rotta verso nord, velocità 20". Si mise quindi in rotta per il golfo di Leyte, ma la manovra fu ritenuta problematica a causa di rapporti secondo cui vi era un altro gruppo di portaerei statunitensi a nord. Preferendo impiegare le sue navi contro vascelli da guerra si diresse comunque verso la presunta flotta statunitense per infine ripiegare attraverso lo stretto di San Bernardino. Mentre avveniva ciò, il gruppo di navi statunitensi, più piccole e più danneggiate, continuarono a pressare all'inseguimento dei giapponesi.

### La richiesta di soccorso della 7ª Flotta
Poco dopo le 08:00, messaggi disperati di soccorso cominciarono a giungere dalla 7ª Flotta. Uno di questi, dal viceammiraglio Thomas Kinkaid, non crittato, recita: "La mia situazione è critica. Navi da battaglia veloci e supporto aereo potrebbero essere in grado di tenere lontano il nemico dalle portaerei di scorta e di entrare a Leyte". Alle ore 08:22, Kinkaid inviò un altro messaggio via radio: "Navi da battaglia veloci sono urgentemente necessarie immediatamente nel golfo di Leyte". Alle 09:05, Kinkaid aggiunse: "Necessari navi da battaglia veloci e supporto aereo". Due minuti dopo, Kinkaid segnalò ciò a cui stava andando incontro la sua flotta non adeguata: "4 navi da battaglia e 8 incrociatori attaccano le nostre portaerei di scorta".
A Pearl Harbor, a 5 600 km di distanza, l'ammiraglio Chester Nimitz aveva monitorato le disperate richieste di Taffy 3, inviando ad Halsey un messaggio conciso: "Dov'è la TF 34?". Per complicare la decrittazione, gli addetti alle comunicazioni aggiungevano frasi senza senso agli estremi del messaggio, in questo caso: "La Turchia trotta verso l'acqua" e "Il mondo se lo chiede". Il radiooperatore che ricevette il messaggio ripeté il pezzo "Dov'è" e il resto dello staff di conseguenza non rimosse "Il mondo se lo chiede". Una semplice domanda da parte di un supervisore era diventata, attraverso le azioni casuali di tre marinai, un pungente rimprovero. Halsey si infuriò perché non riconobbe la frase finale come parte del messaggio originale, forse scelta in onore del 90º anniversario della Carica della brigata leggera.
Ad ogni modo, Halsey inviò il Task Group 38.1 (TG 38.1), comandato dal viceammiraglio John S. McCain Sr. (nonno del senatore John McCain) per fornire assistenza. Halsey dirà di non aver ricevuto il messaggio vitale da Kinkaid prima delle 10:00 circa, affermando in seguito di essere stato a conoscenza della difficile situazione di Kinkaid ma di non aver immaginato la drammaticità della situazione. McCain, al contrario, aveva monitorato i messaggi di Sprague e inviato la TG 38.1 in suo soccorso ancora prima che giungessero gli ordini di Halsey (a sua volta, dopo l'insistenza di Nimitz), mettendo in questione la difesa di Halsey stesso.
McCain corse nel luogo della battaglia e brevemente si mise con il vento a favore per recuperare i velivoli di ritorno dalla loro missione. Alle 10:30, un gruppo di Helldiver, Avenger e Hellcat era decollato dalla portaerei Hornet, Hancock e Wasp alla massima portata, oltre 600 km. Nonostante l'attacco che seguì causò danni lievi, rafforzò la decisione di Kurita di ritirarsi.
Alle ore 11:15, più di due ore dopo che la prima richiesta di soccorso fosse ricevuta dalla nave ammiraglia, Halsey ordinò alla TF 34 di fare inversione e dirigersi verso sud per inseguire Kurita, ma le forze giapponesi avevano già ripiegato.
Poche ore dopo il percepito castigo da parte di Nimitz, le forze di Halsey distrussero tutte le quattro portaerei giapponesi che avevano inseguito. Tuttavia, nonostante la completa assenza della 3ª Flotta contro il gruppo principale giapponese, lo sforzo disperato di Taffy 3 e della task force in assistenza era riuscito a respingere i nipponici. Un sollevato Halsey inviò alle 12:26 il seguente messaggio a Nimitz, Kinkaid e al generale MacArthur: "Può essere annunciato con certezza che la Marina giapponese è stata battuta, messa in fuga e fatta a pezzi dalla 3ª e dalla 7ª Flotta".

### Il calvario dei sopravvissuti
In parte a causa dei disastrosi errori di comunicazione con la 7ª Flotta e ad una riluttanza nell'esporre navi da ricerca ad attacchi sottomarini, un buon numero di sopravvissuti delle navi di Taffy 3 affondate, inclusi quelle della Gambier Bay, della Hoel, della Johnston e della Roberts, non furono salvati prima del 27 ottobre, dopo aver passato due giorni alla deriva. Un velivolo avvistò i sopravvissuti ma la posizione inviata alle navi si rivelò incorretta. In quei due giorni, molti di loro morirono per esposizione al Sole, di sete o per attacchi di squali. Infine, quando giunse un mezzo da sbarco per la fanteria del Task Group 78.12, il suo capitano usò ciò che era un metodo standard per riconoscere un amico da un nemico, ponendo una domanda specifica su uno sport nazionale, come ricorda uno dei sopravvissuti, Jack Yusen:

## Conseguenze
I giapponesi ebbero successo nell'attirare la 3ª Flotta di Halsey, distogliendola dal suo compito di proteggere le unità d'invasione presso l'isola di Leyte, tuttavia le forze minori statunitensi rimaste a difesa del golfo si rivelarono un ostacolo molto arduo. Le unità che Halsey lasciò involontariamente indietro erano portaerei di scorta e avevano a bordo circa 450 velivoli, una quantità paragonabile a cinque portaerei di flotta, anche se di modelli meno recenti e privi di armamenti per fronteggiare navi corazzate. Le portaerei di scorta, anche se più lente delle navi giapponesi e praticamente disarmate, nella confusione della battaglia, con l'aiuto delle condizioni meteorologiche e degli schermi fumogeni creati dai cacciatorpediniere, sopravvissero quasi tutte. I loro velivoli affondarono o danneggiarono diverse navi giapponesi, confusero i nipponici e disturbarono considerevolmente l'azione della Forza Centrale.
L'interruzione nelle comunicazioni giapponesi impedì a Kurita di sapere che il piano diversivo di Ozawa aveva avuto successo. La malagestione delle sue forze aggravò inoltre il numero di perdite per Kurita stesso. Nonostante il fallimento di Halsey nel proteggere il fianco settentrionale della 7ª Flotta, Taffy 3 e il supporto aereo respinsero le più forti navi di superficie che i giapponesi avessero inviato in mare sin dalla battaglia delle Midway. Controllo dei cieli, manovre prudenti ed eseguite nei giusti tempi da parte degli statunitensi, errori tattici degli ammiragli giapponesi e la superiorità americana nella tecnologia radar, nei sistemi di puntamento e di fuoco e nelle abilità degli equipaggi furono fattori determinanti nell'esito dello scontro.
In aggiunta, il fuoco contraereo accurato e la copertura aerea statunitense abbatterono diversi kamikaze, mentre la Forza Centrale, priva di copertura aerea, rimase vulnerabile ad attacchi aerei e fu costretta costantemente ad eseguire manovre evasive. Per ultimo, la forza d'attacco giapponese inizialmente usò proiettili perforanti che però si rivelarono inefficaci contro cacciatorpediniere o avvisi scorta privi di corazzatura pesante, con i colpi che passavano attraverso lo scafo senza esplodere.
Kurita e i suoi ufficiali sapevano di non poter condurre un inseguimento ad alta velocità, con la loro piccola forza navale priva di navi petroliere, e che ciò avrebbe inoltre contraddetto gli ordini originari, i quali davano priorità all'attacco alle forze da sbarco. Kurita a tarda mattinata ricevette un messaggio codificato che gli ordinava di andare a nord, così all'unanimità con i suoi ufficiali, decise di fare rotta verso settentrione, dove si pensava stesse per iniziare una battaglia tra la Flotta Settentrionale e una flotta statunitense non ben identificata.
(Thomas Stevenson, sopravvissuto della Samuel B. Roberts; Hornfischer (2004).)
Il gruppo guidato da Clifton Sprague perse due portaerei di scorta: la Gambier Bay a causa di un attacco di superficie e la St. Lo per un attacco kamikaze. Delle sette navi a loro difesa, meno della metà furono perse: due cacciatorpediniere (la Hoel e la Johnston) e un avviso scorta (la Samuel B. Roberts), oltre a diversi aeroplani. Gli altri quattro cacciatorpediniere e avvisi scorta rimasero comunque danneggiati. Nonostante fosse un gruppo navale numericamente ridotto, gli statunitensi subirono più di 1 500 vittime, un numero paragonabile alle perdite degli Alleati nella battaglia dell'isola di Savo, al largo di Guadalcanal, quando furono affondati quattro incrociatori. Paragonabile inoltre alla somma delle perdite nelle battaglie del Mar dei Coralli e delle Midway, la prima con 543 vittime e tre navi perse, la seconda con 307 vittime e due navi affondate.
Sull'altro piatto della bilancia, i giapponesi persero tre incrociatori pesanti e un quarto arrancò fino alla base, gravemente danneggiato alla prua. Tutte le navi da battaglia di Kurita, ad eccezione della Yamato, subirono considerevoli danni. Tutte le altre navi pesanti rimasero inattive nelle loro basi e la Marina giapponese, complessivamente, era stata resa inefficace per il resto della guerra. Delle sei navi statunitensi, in tutto 38 000 t, perdute durante le operazioni nel golfo di Leyte, cinque appartenevano a Taffy 3. Negli stessi combattimenti i giapponesi persero ventisei navi, pari a 311 000 t.
La battaglia ebbe luogo in acque molto profonde sopra la fossa delle Filippine, perciò la maggior parte delle navi sono affondate a oltre 6 000 metri di profondità. I relitti che furono ritrovati includono i resti della IJN Chōkai a circa 5 000 metri, della USS Johnston a 6 460 metri, e della USS Samuel B. Roberts, i cui resti al giugno 2022 furono i più profondi mai raggiunti, a circa 7 000 metri di profondità.

### Le critiche all'ammiraglio Halsey

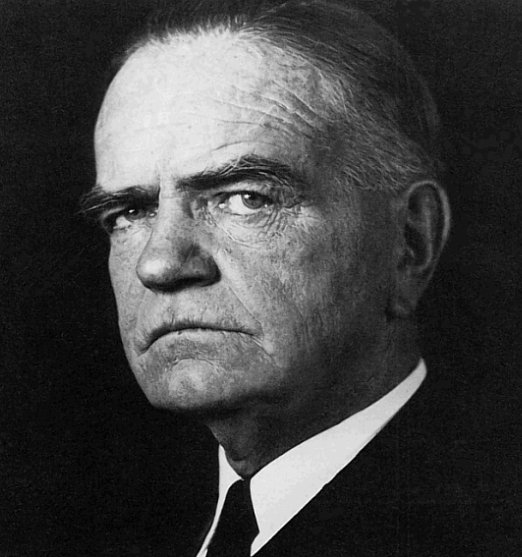
L'ammiraglio William F. Halsey, comandante della 3ª Flotta statunitense al golfo di Leyte

L'ammiraglio William Halsey venne criticato per la sua decisione di portare la Task Force 34 a nord, all'inseguimento di Ozawa, e per non averla individuata quando Kinkaid aveva chiesto inizialmente aiuto. Parte della Marina statunitense cominciò a chiamare l'azione di Halsey, in gergo, "la corsa di Bull", una frase che combinò il soprannome "Bull" apparso sui giornali (usato principalmente solo tra marinai, mentre amici e compagni dell'ammiraglio lo chiamavano "Bill") alludendo alla battaglia di Bull Run, avvenuta durante la guerra di secessione americana.
Nel dispaccio che segue, inviato dopo la battaglia, Halsey spiegò i motivi della sua decisione:
(Morison (1958), p. 193.)
Halsey affermò inoltre di temere che lasciando la TF 34 a difesa dello stretto senza le portaerei l'avrebbe resa vulnerabile ad un attacco di aerei con base sull'arcipelago filippino e che lasciare uno dei gruppi di portaerei veloci indietro per coprire le navi da battaglia avrebbe significativamente ridotto la concentrazione di potenza aerea in direzione nord, per colpire Ozawa.
Samuel Morison scrive in una nota: "L'ammiraglio Lee, tuttavia, disse dopo la battaglia che sarebbe stato fin troppo felice se gli fosse stato ordinato di coprire lo stretto di San Bernardino senza copertura aerea". Se Halsey fosse riuscito a comunicare correttamente con la 7ª Flotta, le portaerei di scorta della TF 77 avrebbe potuto dare adeguata copertura aerea per la TF 34, un compito più facile rispetto al difendere sé stessi contro l'assalto furioso delle navi pesanti di Kurita.
Il fatto che Halsey fosse a bordo di una delle navi da battaglia e "sarebbe dovuto rimanere indietro" con la TF 34, mentre il grosso della sua flotta era diretta verso nord per attaccare le portaerei giapponesi, potrebbe aver contribuito alla decisione. Tuttavia, sarebbe stato perfettamente fattibile e logico prendere una o entrambe le navi da battaglia più veloci della 3ª Flotta, la Iowa e la New Jersey, con le portaerei all'inseguimento di Ozawa, lasciando il resto delle navi al largo dello stretto di San Bernardino. Concordemente, il piano originale di Halsey per la composizione della TF 34 prevedeva ci fossero solo quattro navi da battaglia della 3ª Flotta, non tutte e sei. Di conseguenza, la protezione dello stretto con una forza comprendenti potenti navi da battaglia sarebbe stata compatibile con la partenza personale di Halsey verso nord a bordo della New Jersey. Sembra infine che Halsey sia stato fortemente influenzato dal suo capo dello staff, il retroammiraglio Robert Carney, il quale era anche assolutamente a favore di portare tutte le forze disponibili della 3ª Flotta a nord per attaccare le portaerei giapponesi.
Clifton Sprague, il comandante della Task Unit 77.4.3, in seguito criticò aspramente la decisione di Halsey riguardo al suo fallimento nell'informare con chiarezza Kinkaid e la 7ª Flotta che il loro fianco settentrionale non era più protetto:
Riguardo al fallimento di Halsey nel dirigere la TF 34 verso sud quando ricevette la prima richiesta di soccorso della 7ª Flotta al largo di Samar, Morison scrive:
(Morison (1958), p. 330.)
Morison osserva inoltre: "il potente fuoco di cannoni della linea da battaglia della 3ª Flotta, maggiore di quello dell'intera Marina giapponese, non venne mai messo in azione tranne per affondare uno o due navi leggere danneggiate." Forse il commento più significativo fu fatto laconicamente dal viceammiraglio Willis Lee nel rapporto sull'azione redatto come comandante della TF 34: "Nessun danno da battaglia venne subito, né inflitto ai vascelli nemici mentre si operava come Task Force Trentaquattro".
Nella sua tesi di master conseguita all'U.S. Army Command and General Staff College, il tenente comandante Kent Coleman afferma che la divisione del comando gerarchico, con la 3ª Flotta sotto Halsey che riportava all'ammiraglio Nimitz e con la 7ª Flotta sotto il viceammiraglio Kinkaid che riportava invece al generale MacArthur, fu il fattore primario al quasi successo dell'attacco di Kurita. Coleman conclude che "la suddivisa catena di comando navale statunitense amplificò i problemi nella comunicazione e nel coordinamento tra Halsey e Kinkaid. Questo comando suddiviso fu più importante nella determinazione del corso della battaglia rispetto alla decisione tattica di Halsey e portò ad uno sforzo statunitense disunito che per poco non permise alla missione di Kurita di avere successo".

### Presidential Unit Citatione lascito
Taffy 3 ricevette la Presidential Unit Citation:
()
Nei decenni che seguirono, diverse navi militari ricevettero il nome in onore dei partecipanti alla battaglia e delle loro navi, incluse la USS Copeland, la USS Evans, la USS Clifton Sprague, la USS Carr, la USS Hoel e la USS Johnston. Quando la USS Samuel B. Roberts colpì una mina nel 1988, il suo equipaggio toccò scaramanticamente una targa che commemorava l'equipaggio originale mentre lottava per salvare la nave.